# Chronologie des grands incendies
 (décembre 2019).
- Si vous ne connaissez pas le sujet, laissez ce bandeau (vous pouvez alors contacter les auteurs).
- Si vous supprimez le contenu mis en cause (vous pouvez préalablement contacter les auteurs),

argumentez précisément cette suppression dans la page de discussion
(un manque de référence n'est pas un argument ; une recherche réelle de référence doit avoir été effectuée, être formellement documentée).
Cet article propose une chronologie des grands incendies, soit une classification historique des incendies notables partout dans le monde, par leur taille ou leur importance pour les différents peuples historiques qui se sont succédé. Seuls les incendies historiques documentés y sont recensés, bien que les détails puissent souvent être manquants.

## Description de la chronologie
Certains incendies font date non tant à cause de la catastrophe provoquée, que par la force symbolique de l'événement pour les hommes de son temps. Par la suite, l'ampleur de l'incendie peut s'en trouver surestimée : Homère nous raconte ainsi dans l'Iliade la destruction dans un gigantesque incendie de la ville mythique de Troie, au terme de la guerre qui aurait opposé au XIIe siècle av. J.-C. les Grecs d'Agamemnon aux Troyens de Priam.
La destruction par le feu est une forme de destruction commune depuis la préhistoire jusqu'aux temps contemporains (comme l'incendie de Notre-Dame de Paris en 2019), ce qui invite à une comparaison chronologique. De même, les causes d'un incendie étant souvent difficilement identifiables — qu'il soit d'origine accidentelle, criminelle ou naturelle —, on observe la difficulté à travers les âges de se prémunir contre tels événements, de manière quasi continue.

## Antiquité
- Dès le Néolithique on trouve des villages ou des habitations incendiés, les artefacts sont cuits par la chaleur et traversent ainsi les siècles. Les habitants reconstruisent par-dessus les ruines, créant ainsi des tells.

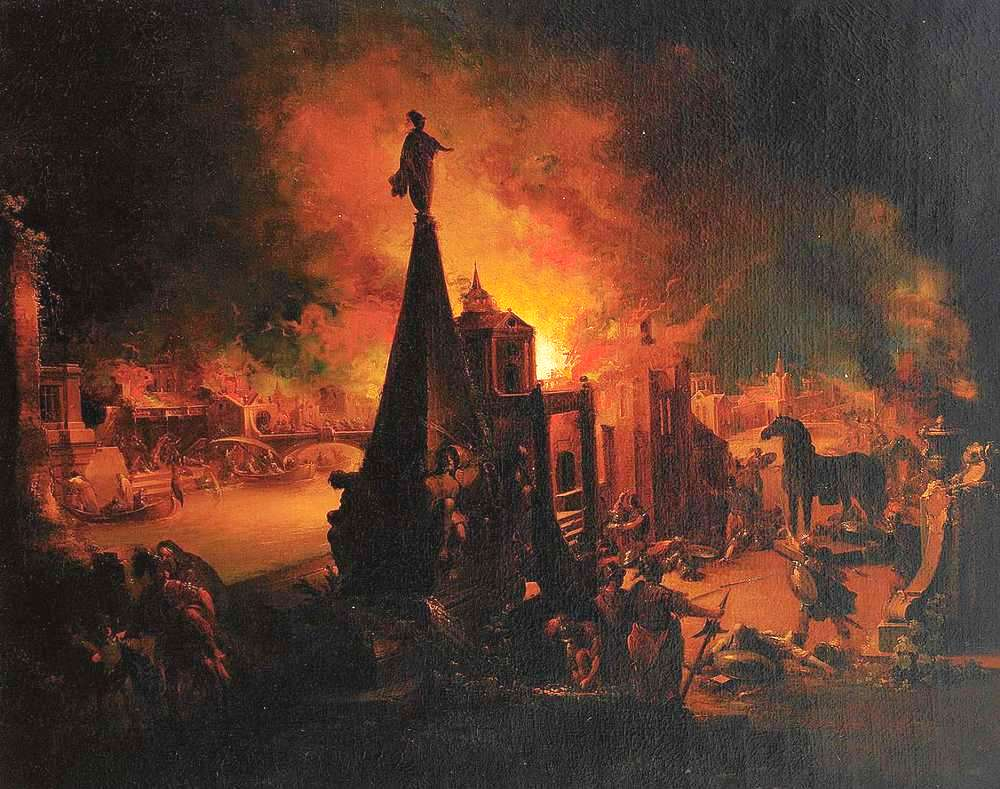
L'incendie de Troie
selon Johann Georg Trautmann (1713–1769)

- -1184 ou -1183 :

Incendie de Troie, ville légendaire d'Asie Mineure, détruite par les Grecs au terme d'une guerre racontée par Homère dans L'Iliade. La ville fouillée au XIXe siècle par Schliemann et que l'on identifia à Troie, semble avoir été détruite à de multiples reprises par des incendies, sans doute consécutifs à des guerres ou à des séismes.
Vers la même époque, les incendies de Mycènes, Argos et Pylos, lors de la chute de la civilisation mycénienne, préservent des milliers de tablettes d'argile qui auraient autrement été détruites ou recyclées par les scribes. Cuites et ensevelies sous les décombres, elles ont pu parvenir jusqu'à notre époque où elles livrent quantité d'informations sur l'État, l'économie et la langue mycéniens.
- -546 : incendie du premier temple d'Apollon (Delphes).
- -390 : incendie de Rome par les Gaulois.
- -356 : incendie du temple d'Artémis à Éphèse, bâti entre les VIe et Ve siècles av. J.-C., considéré comme l'une des Sept Merveilles du monde. C'est un jeune homme de la cité d'Asie Mineure, Érostrate, qui mit le feu au temple de la déesse dans le seul but de se rendre immortel.
- -210 (18-19 mars) : incendie du Forum Romanum, le Forum de Rome.
- -146 : prise de Carthage par Scipion Émilien, petit-fils du vainqueur de Zama, après un siège atroce. La ville est incendiée et rasée.
- -58 : incendie de l'oppidum du mont Vully (Suisse, dans l'actuel canton de Fribourg).
- -47 : incendie de la bibliothèque d'Alexandrie.

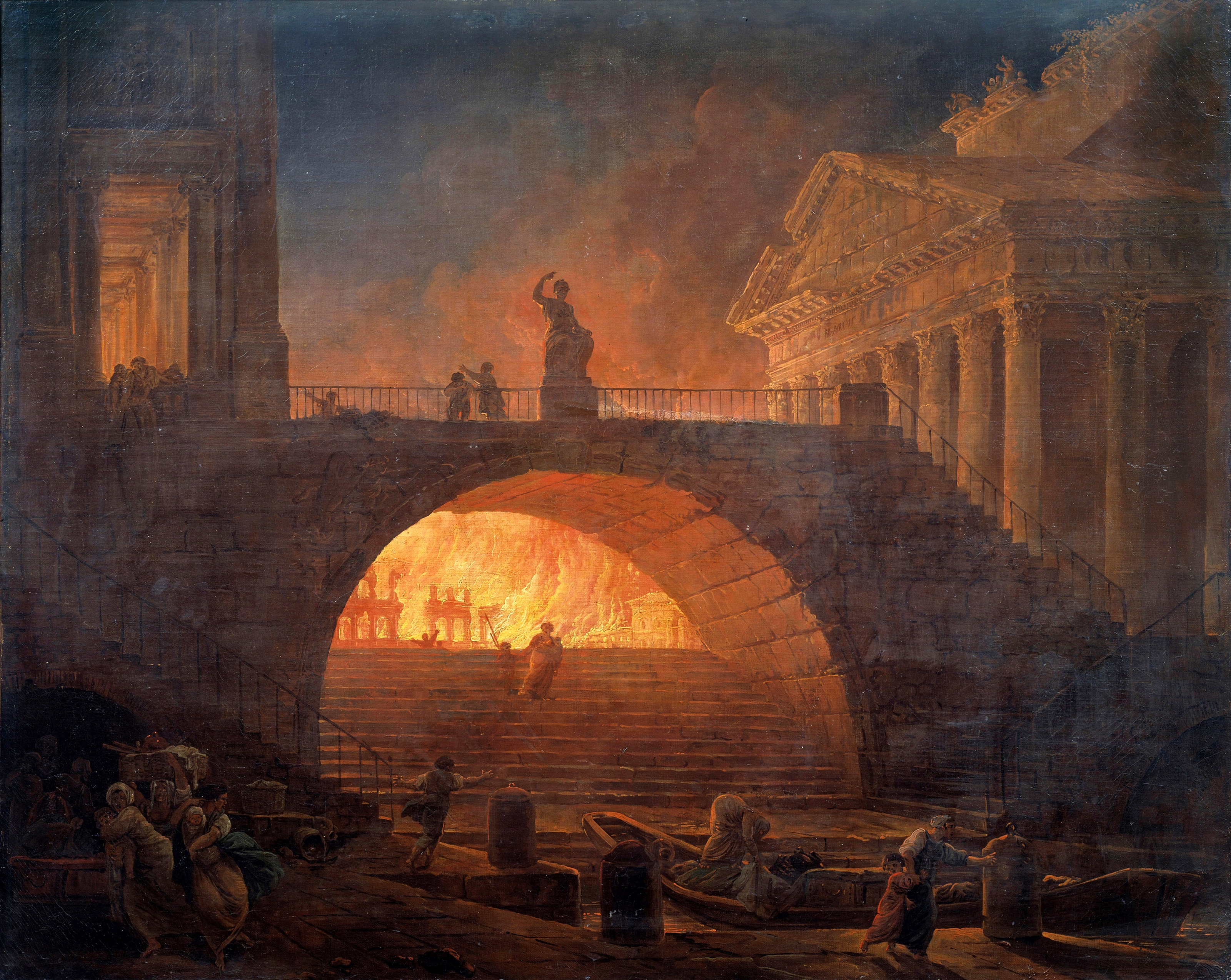
L'incendie du 18 juillet 64 à Rome
tel qu'imaginé par Hubert Robert (1733–1808)

- 64 (18-27 juillet) : grand incendie de Rome, qui s'est déclaré dans la partie du grand cirque contiguë au monts Palatin et Cælius. Quatre quartiers seulement sur quatorze furent épargnés ; cet incendie fut si violent qu'il déclencha des phénomènes seulement reproduits par les bombes incendiaires de la Seconde Guerre mondiale, comme les tempêtes de flammes. Selon une rumeur rapportée par Pline l'Ancien et Tacite, Néron aurait allumé l'incendie par calcul ; il aurait chanté et joué de la harpe devant l'incendie (cliché répandu dans l'Antiquité). Tacite et Suétone rapportent que Néron laissa accuser les Chrétiens de l'incendie.
- 65 : grand incendie de Lugdunum (actuelle Lyon).
- 69 : incendie du Capitole à Rome au cours du siège du Capitole par les troupes de Vitellius, pendant les combats les opposant aux partisans de Vespasien. Le temple de Jupiter capitolin entièrement détruit, sera reconstruit par Vespasien.
- 70 (4 août) : incendie du temple de Jérusalem par les Romains, entrés dans la ville, assiégée depuis mai.
- 70 (2 septembre) : pillage et incendie de la ville haute de Jérusalem — un mois à peine après l'incendie du Temple — par les légions romaines, commandées par Titus (fils de l’empereur Vespasien), raconté par Flavius Josèphe dans sa Guerre des Juifs (VI, 8-10).
- 111 : incendie de Nicomédie (aujourd'hui, Izmit en Turquie), capitale de la province romaine de Bithynie sur la mer Noire, à la suite duquel Pline le Jeune, gouverneur de cette province, réclama des moyens et la création d'une association de pompiers à l'empereur Trajan (98-117), qui refusa, par crainte de voir ce type d'association, dévoyée de son but initial, devenir un foyer d'opposants politiques.
- 191 : incendie de Rome, attribué par certains à Commode.
- 451 : incendie de Metz par Attila[1] lors de l'invasion de la Gaule gallo-romaine : seul l'oratoire Saint-Étienne (à l'emplacement de l'actuelle cathédrale) aurait survécu à la destruction de la ville, dont la population fut entièrement massacrée pour avoir refusé d'ouvrir ses portes à l'envahisseur. Après un premier siège, vain, Attila renonce et s'en prend à des cibles plus faciles (dont Scarpone). Apprenant qu'une brèche s'est formée à la suite de l'effondrement d'une partie de la muraille fragilisée par les combats antérieurs, Attila revient et prend d'assaut la cité, la veille de Pâques, le 7 avril 451. L'un des principaux défenseurs de la cité fut Livier.
- 475 : incendie de Constantinople, au cours duquel l'une des Sept Merveilles du monde, la statue de Zeus olympien en or et ivoire, datant du Ve siècle av. J.-C., sculptée par Phidias entre 456 et 447 av. J.-C., ramenée d'Olympie (Grèce), fut détruite.

## Moyen Âge

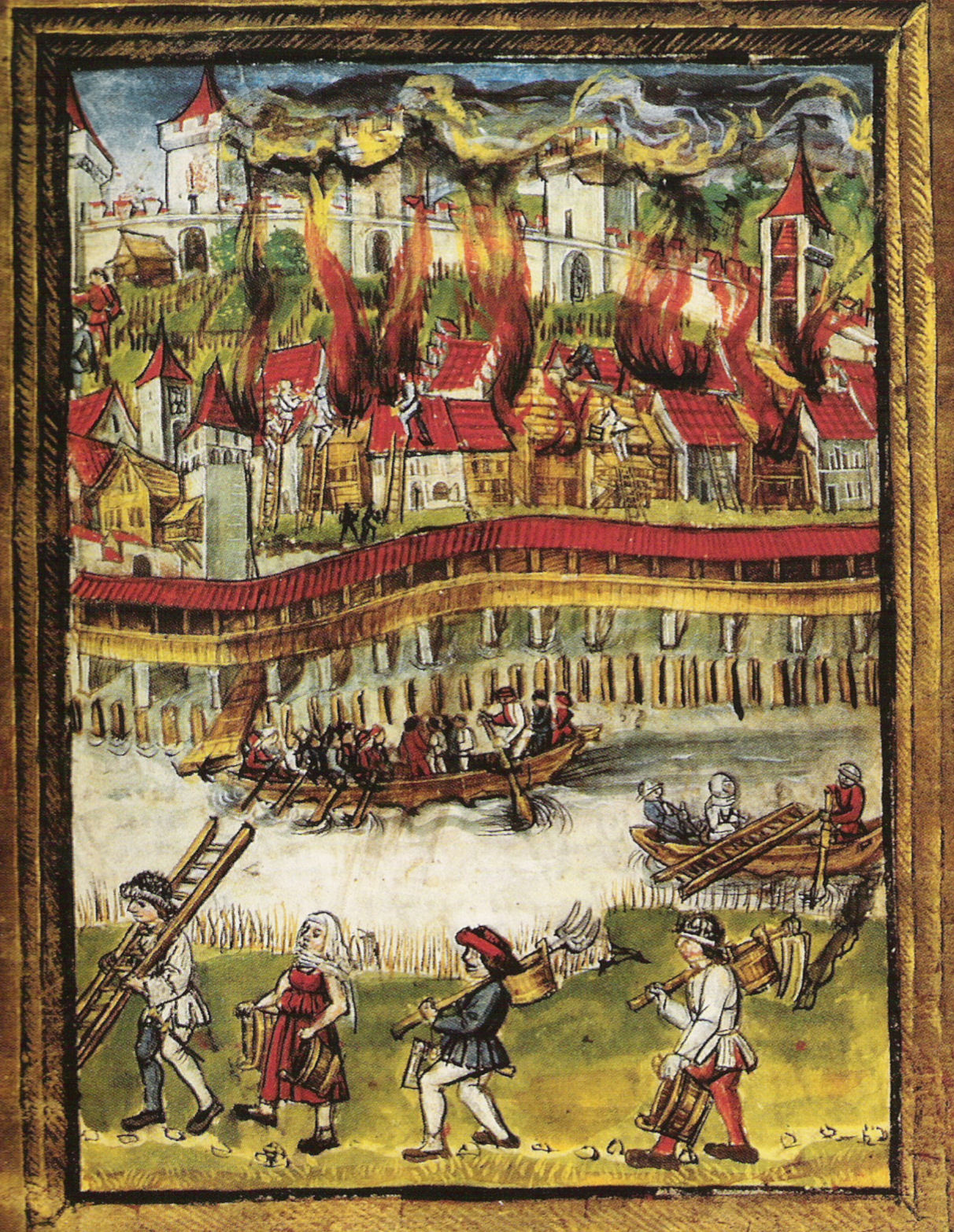
Grand incendie de Lucerne (Suisse)
Gravure extraite du Luzerner Schilling

### VIesiècle
- 588 : premier incendie d'Avaricum (Bourges), qui dévaste la plus grande partie de la cité, rapporté par le célèbre chroniqueur Grégoire de Tours.

### VIIIesiècle
- 743 : incendie et destruction — par le duc d’Aquitaine, Hunald — de la toute première cathédrale de Chartres, celle de l'évêque Aventin, datant de la seconde moitié du IVe siècle, construite sur l'emplacement d'un ancien temple gallo-romain.

### IXesiècle
- 840 : pillage et incendie de Nantes par les Normands, le jour de la Saint-Jean. La population réfugiée dans la cathédrale et l'ancienne église Saint-Jean qui la jouxte est massacrée.
- 844 : pillage et incendie de Clisson par les Normands.

### Xesiècle
- 962 : incendie de la façade et des toitures de la cathédrale de Chartres provoqué par les troupes de Richard Ier de Normandie.
- 976 : incendie du premier palais des Doges à Venise, qui détruisit également la première basilique Saint-Marc, reconstruite à partir de 978.
- 992 : incendie du Mont-Saint-Michel : le feu, parti du bas du Mont, s'étend jusqu'au monastère et tout ou presque est détruit.
- 996 : pillage et incendie de Dol, en Bretagne, par les Normands emmenés par le Viking Olaf Lagman.

### XIesiècle
- 1020 (7-8 septembre) : incendie accidentel de la cathédrale de Chartres, complètement détruite dans la nuit.

### XIIesiècle
- 1120 (25 juillet) : incendie de l'abbaye bénédictine Sainte-Marie-Madeleine de Vézelay, détruisant la nef carolingienne de l'église et provoquant la mort de 1 200 personnes.
- 1130 : incendie des églises Saint-Ouen et Saint-Amand à Rouen.
- 1131 : incendie de la cathédrale romane de Noyon, dans laquelle Charlemagne puis Hugues Capet avaient été couronnés, qui est entièrement détruite. Elle sera remplacée par une cathédrale gothique édifiée de 1145 à 1235.
- 1134 (5 septembre) : incendie important qui détruit une partie de la ville de Chartres, dont l'Hôtel-Dieu, mais n'atteint toutefois pas la cathédrale.
- 1138 : premier grand incendie de Lübeck (qui s'appelait à l'époque Liubice), agglomération slave du Holstein, connue depuis le temps de Charlemagne. Réduite en cendres, la ville fut rebâtie par Adolphe II de Schauenburg et Holstein.
- 1138 : premier incendie de la cathédrale romane de Châlons-en-Champagne, construite par Gibouin Ier à la fin du Xe siècle, qui entraîne la construction d'une 3e cathédrale romane, consacrée en 1147.
- 1142 ou 1143 : prise et incendie de Vitry-en-Perthois par les armées du roi de France Louis VII, en conflit avec Thibaut II, († 1151), comte de Blois (sous le nom de Thibaut IV) et de Meaux. L'église du bourg, dans laquelle s'étaient réfugiés les habitants brula également, et leur mort fut reprochée au roi, qui partit en croisade pour expier cette faute.
- 1159 : Deuxième incendie de Lübeck, à peine reconstruite après le premier, qui sera relevée de ses cendres cette fois par le duc de Saxe et de Bavière Henri le Lion.
- 1173 : treize paroisses de Rouen sont détruites par le feu avec leurs églises.
- 1185 : Incendie de la cathédrale romane de Liège, dédiée à sainte Marie et saint Lambert, construite à l'initiative du premier prince-évêque de Liège, Notger, à la fin du Xe siècle. Une nouvelle cathédrale gothique va rapidement la remplacer.
- 1194 ([10-11 juin) : incendie accidentel de la cathédrale romane de Chartres, construite par l'évêque Fulbert. Seule la partie ouest est sauvée. Une nouvelle cathédrale gothique sera consacrée en 1260.
- 1200 : à Pâques, incendie de la cathédrale romane de Rouen, dont il ne subsista que la nef, qui fut conservée lors de la construction de la cathédrale gothique. En octobre la partie sud de Rouen est ravagée[2].

### XIIIesiècle
- 1207 : incendie de la cathédrale de Reims.
- 1211 : pendant la semaine sainte, un nouvel incendie éclate à Rouen. La cité fut en grande partie détruite ainsi que les monastères de Saint-Ouen et de Saint-Lô, et l'église Saint-Maclou, qui est ensuite reconstruite dans cette première moitié du XIIIe siècle[2].
- 1212 : premier grand incendie de Londres.
- 1230 : incendie, provoqué par la foudre, de la cathédrale Saint-Étienne de Châlons-en-Champagne, consacrée le 26 octobre 1147 par le pape Eugène III. Il ne subsista de l'édifice que la tour Nord et la crypte, de style roman, et il fallut une nouvelle fois reconstruire presque totalement la cathédrale.
- 1235 : (17 août) incendie de la cathédrale Notre-Dame de Lausanne : Pierre de Mézières, gardien très âgé et infirme de la chapelle de la Vierge, laisse tomber une chandelle sur la paille de son logement de fonction situé juste derrière (nord-est) la cathédrale, paniqué par un incendie qui venait d'éclater dans la maison de Jean d'Aubonne dans un quartier voisin (la Palud). Ces deux incendies presque simultanés vont se répandre dans toute la ville, faire périr plus de 80 personnes et occasionner des dégâts considérables dans tout Lausanne.
- 1248 : important incendie à Rouen détruisant, entre autres, les églises paroissiales Saint-Godard et Saint-Laurent et l'abbaye de Saint-Ouen[3].
- 1249 : premier incendie de Neuchâtel par l'évêque de Bâle.
- 1252 : incendie dans le centre de la ville de Bourges, entre la porte Gordaine, située à l'Est, et la cathédrale, qui n'était pas terminée, ne laissant qu'une seule maison ainsi que le chantier de la cathédrale.
- 1293 : Violent incendie à Noyon, réduisant en cendres la ville et, dit la chronique, la première cathédrale gothique, qui avait succédé à la cathédrale romane, dans laquelle Charlemagne puis Hugues Capet avaient été couronnés, déjà ravagée par un incendie en 1131.

### XIVesiècle
- 1312 (3-4 août) : incendie de la collégiale Saint-Martin de Liège, où s'étaient réfugiés les patriciens de Liège (surnommés « les grands »), à la suite du conflit qui les opposait aux plébéiens (surnommés en parallèle « les petits ») ; l'épisode porte le nom de Måle Saint-Martin.
- 1313 : incendie de Winterthour (Canton de Zurich, Suisse), qui ravage la ville.
- 1325 : incendie de Płock (Pologne) par le roi Ladislas Ier le Bref pour punir la Mazovie de s’être alliée avec les Teutoniques.
- 1327 : grand incendie de Munich (Bavière, Allemagne), qui détruisit la ville. L'empereur Louis IV la fit reconstruire assez rapidement.
- 1353 : troisième grand incendie à Bourges, pendant le siège de la ville par le Prince de Galles : l'église Saint-Jean des Champs fut en grande partie détruite, ainsi que les maisons qui étaient autour, mais la cathédrale fut épargnée.
- 1356 : incendie de l'abbaye de Lessay, provoqué par les troupes anglo-navarraises, durant la guerre de Cent Ans. Il ravage la nef et la tour et se propage dans les bâtiments monastiques. La restauration, à l'identique, ne sera achevée qu'au début du XVe siècle.
- 1397 (17 février) : incendie dans un établissement de bains publics de Strasbourg dit zum Grien ou Stubenweg, situé 21, Rue d'Or.

### XVesiècle
- 1405 : grand incendie de Berne, en Suisse, qui ravagea les trois-quarts de la ville et fit plus de 100 morts. Après cette date, le bois fit place peu à peu au colombage et à la pierre dans la construction des maisons. Les habitants furent encouragés à remplacer sur les toits les bardeaux de bois par des tuiles d'argile.
- 1405 : incendie du quartier des Marolles à Bruxelles (Belgique), allumé par les patriciens qui désiraient calmer la population trop nerveuse, qui anéantit 2 400 maisons et 1 400 métiers à tisser.
- 1416 : un grand incendie ravage la ville de Morat (Suisse), dont la plupart des maisons, construites en bois, sont détruites.
- 1421 : premier grand incendie à Amsterdam (Pays-Bas)
- 1423 : incendie et mise à sac de Marseille par la flotte d'Alphonse V d'Aragon, qui ravage la ville pendant quatre jours, faisant fuir les trois-quarts de la population et anéantissant l'habitat médiéval.
- 1438 : grand incendie à Gouda (Pays-Bas), pratiquement toute la ville fut détruite
- 1450 : premier grand incendie de Gera (Thuringe, Allemagne).
- 1450 : grand incendie de Neuchâtel qui ravage à nouveau la ville, partant de l'hôpital (situé alors dans le bloc délimité actuellement par la rue du Concert et la rue de l'Hôpital) et se dirigeant vers l'ouest sous l'effet de la bise, détruisant l'hôtel de ville et l'acte de franchise de 1214.
- 1452 : second grand incendie à Amsterdam (Pays-Bas), les trois quarts de la ville furent détruits
- 1463 ( 7-19/22 mai) : grand incendie de Toulouse (France), dans la ville médiévale, qui détruisit la partie centrale de la cité entre la Garonne et l'actuelle rue d'Alsace-Lorraine jusqu’à l'hôtel de ville ; il ruina plusieurs églises, couvents et autres édifices publics, propagé par un vent violent à travers les rues étroites, bordées d'habitations à pans de bois. Aussitôt l'appris, Louis XI étant à Saint-Jean-de-Luz arriva à Toulouse le 26 mai afin d'aider la reconstruction de la ville, y séjournant pendant trois semaines[4].
- 1466 : premier grand incendie de Herrenberg dans le Bade-Wurtemberg (Allemagne).
- 1468 ( à partir du 3 novembre) : incendie et mise à sac de la ville de Liège, à la suite de la tentative de capture, dans son campement installé sur les hauteurs de la ville, de Charles le Téméraire par Gossuin de Streel, Vincent de Bueren et les 600 Franchimontois. Seuls quelques monuments religieux seront épargnés.
- 1479 : incendie de Dole (Jura, France) par l'armée de Louis XI, et massacre des habitants.
- 1487 (22 juillet) : grand incendie de Bourges, dit de la Madeleine (France), parti du quartier Saint-Sulpice, qui se développa sur tout l'est de la ville, dans des quartiers populaires et très peuplés, comme Saint-Ambroix, Saint-Pierre, Saint-Bonnet et Saint Jean-des champs. Les rues Mirebeaux et le début de Bourbonnoux furent réduites en cendres. Un tiers de la ville fut totalement détruit. Les flammes sont venues « lécher » les murs de la cathédrale, mais elle ne flambera pas.

## XVIesiècle
- 1524 : pillage et incendie de la ville royale de Leżajsk (Pologne) par les troupes de Kantymira Murza.
- 1524 (24 mai) : Grand Incendie de Troyes (France). Le feu, parti dans la soirée, vers 10 heures du soir, de la maison d'un apothicaire nommé Moussey, se propage très rapidement à plus de cinquante autres maisons, et en divers lieux et quartiers de la ville et dure 28 heures, jusqu'au 26 mai à 3 heures du matin. Vingt-deux rues furent la proie des flammes, et on évalue à 3 000 le nombre des maisons brûlées. Tout l'espace construit entre le grand portail de l'église Saint-Jean et de l'église Sainte-Madeleine fut également détruit. Un certain nombre d'édifices publics, ainsi que sept églises furent détruits. On ignore si l'incendie a fait des victimes.
- 1530 : parti d'un four à pain, incendie de Sceaux (dans l'actuel département des Hauts-de-Seine, France), le village et son église sont ravagés[5].
- 1532 : premier incendie de Tábor en Bohême du Sud (aujourd'hui la république de Tchéquie).
- 1544 : incendie et destruction de Vitry-en-Perthois (France) par les armées de Charles Quint. Le roi François Ier en confia la reconstruction à l'architecte et ingénieur militaire italien Girolamo Marini, originaire de Bologne. La ville fut reconstruite sur l'emplacement du village de Maucourt à quelques kilomètres au sud et devint en l'honneur du roi de France Vitry-le-François.
- 1555 : un grand incendie détruit les toits et le haut des murs de l’hospice du Grand Saint-Bernard (Suisse).
- 1546 : incendie du Grand bazar (kapalı çarşı) de Constantinople (Empire ottoman).
- 1559 : deuxième incendie de Tabor (aujourd'hui en République tchèque).
- 1559 : incendie de La Charité-sur-Loire (France), destruction de la cité monastique.
- 1559 (18 mai) : incendie dit des Grandes Écoles à Bourges, qui commença dans un immeuble jouxtant les locaux de l'université, à proximité de la cathédrale. Entourée de tous côtés par les flammes, celle-ci fut sérieusement endommagée : les toitures des chapelles furent détruites, ainsi que les orgues, et même la façade fut touchée, avec la destruction du lanternon du pignon.
- 1560 : un incendie ravage l'abbaye de Saint-Maurice d'Agaune en Suisse.
- 1577 (20 décembre) : incendie du palais des Doges à Venise (Italie), au cours duquel est détruite la salle du Grand conseil, ainsi que de nombreuses œuvres d’art, signées notamment de Titien, Le Tintoret, Paul Véronèse, qui la décoraient. En huit mois le palais fut reconstruit à l'identique.

## XVIIesiècle

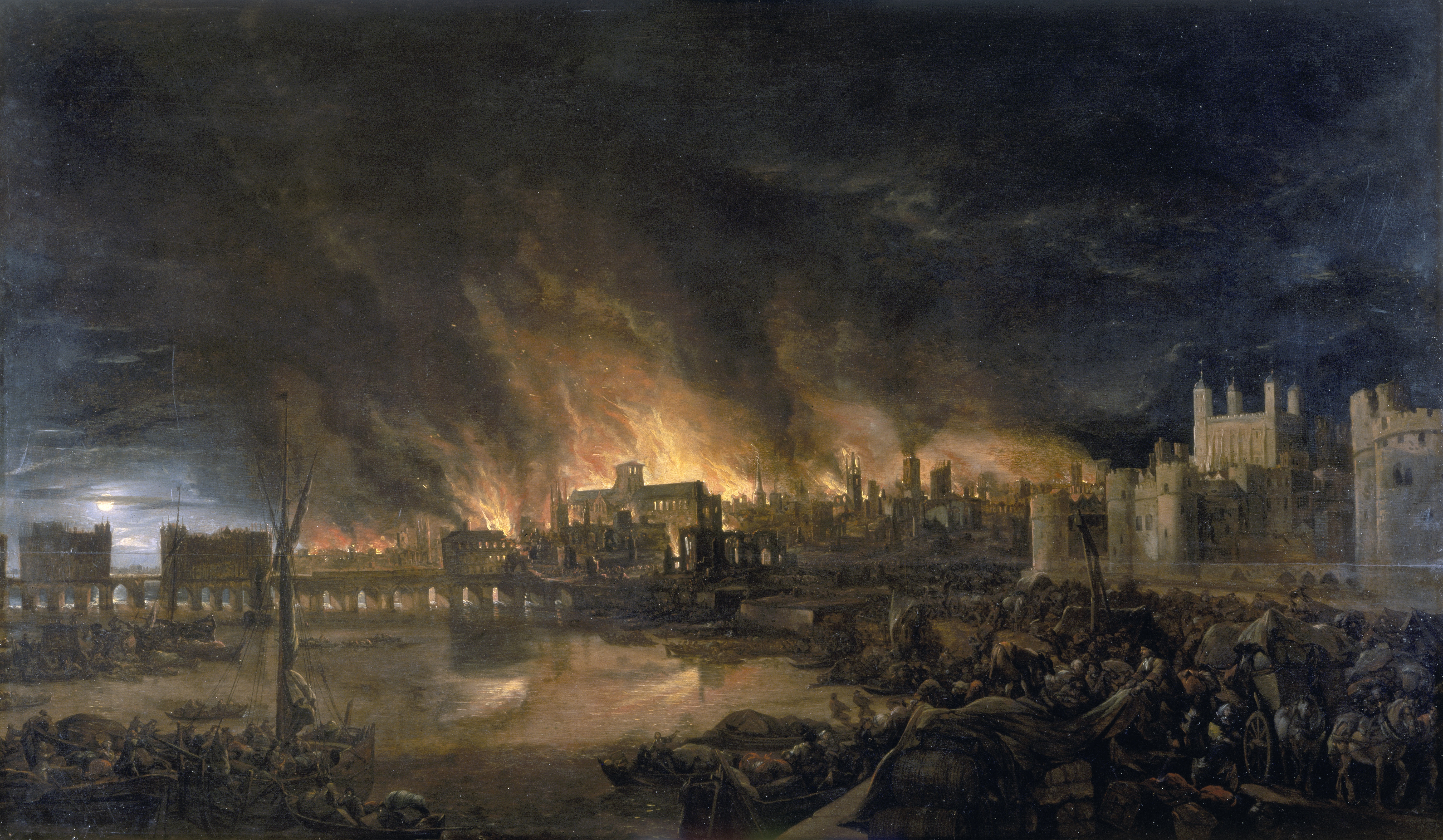
Le grand incendie de Londres, du 2 au 5 septembre 1666

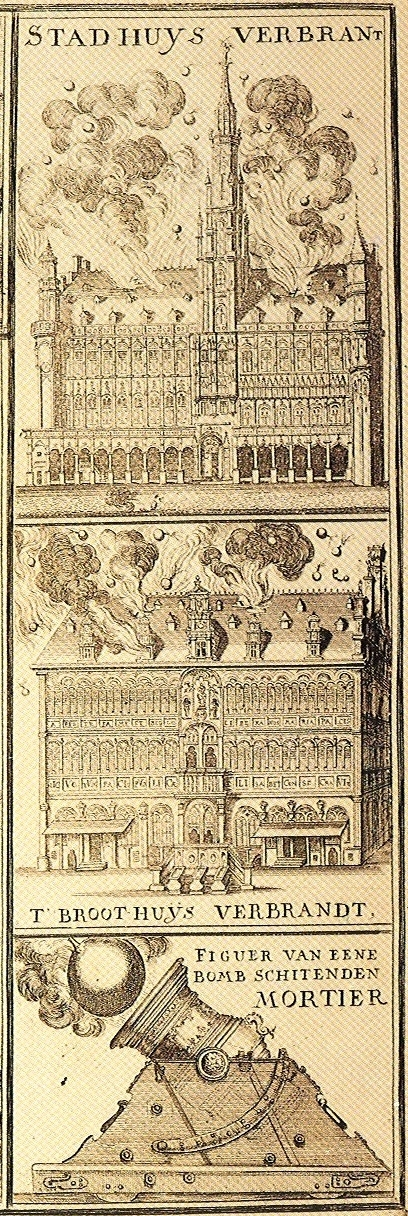
Bruxelles 1695, l'Hôtel de ville et la Maison du roi en feu

- 1613 (29 juin) : incendie du Globe Theatre de Londres, sur les bords de la Tamise, qui prend feu accidentellement lors d'une représentation d' « Henri VIII » de William Shakespeare.
- 1623 (10 décembre) : grand incendie de Rue (dans l'actuel canton de Fribourg, Suisse), détruisant plusieurs maisons d’habitation au bourg, des granges, des greniers.
- 1624 : incendie de Briançon, il survient en plein hiver alors que l’eau du Béal[6] est gelée. Il dure cinq jours et détruit 80 % de la ville[7].
- 1628 : incendie de Luostarikirkko (Finlande), à la suite duquel la ville fut reconstruite sur le modèle du bourg médiéval.
- 1633 : incendie de la collégiale Saint-Léger de Lucerne (Suisse), qui détruit la totalité de l'édifice, n'en laissant subsister que les deux tours aux flèches élancées. Elle fut reconstruite à partir de 1634 dans le style de la Renaissance italienne.
- 1635 : second incendie de Herrenberg, qui a dévasté 280 maisons, obligeant à reconstruire la ville. C'est la raison pour laquelle la vieille ville se présente de nos jours sous une forme unifiée et homogène.
- 1635 : premier incendie de Heidelberg, dans le Palatinat, pendant la guerre de Trente Ans.
- 1637 (2 août) : incendie de l'abbaye d’Orval, située dans l'actuelle province wallonne de Luxembourg en Belgique, par des troupes suédoises au service de la France et celles du maréchal de Châtillon.
- 1639 : deuxième grand incendie de Gera (Thuringe, Allemagne).
- 1641 : incendie du Grand bazar (kapalı çarşı) de Constantinople (Empire ottoman).
- 1643 : incendie du palais royal de Křivoklát (Bohême, auj. République tchèque), ancien pavillon de chasse des Přemyslides transformé au XIIIe siècle en majestueux château royal de style gothique, puis reconstruit à la fin du XVe siècle pour Vladislas IV Jagellon.
- 1656 (29 avril) : incendie de Leszno (Pologne) en représailles d’avoir accueilli les Suédois pendant le « Déluge suédois ».
- 1657 : grand incendie de Meireki à Edo (Tokyo), au Japon, dont les habitations en bois et les temples furent détruits par le feu, qui provoqua la mort de 30 000 personnes.
- 1661 : grand incendie de Poděbrady, qui réduisit en cendres l'hôtel de ville et la plupart des maisons, construites de bois. À la suite de cet événement, il fut ordonné, sous peine de la suspension du droit de brassage, de construire des maisons uniquement en maçonnerie.
- 1661 (27 octobre) : la « Grande brûlerie » détruit une partie de la ville close de Saint-Malo.
- 1666 (2 au 5 septembre) : grand incendie de Londres, la ville est détruite à 80 %.
- 1670 (28 janvier) : incendie à Genève du pont du Rhône alors bâti (aujourd'hui Ponts de l'Île) et de son quartier (aujourd'hui Bel-Air).
- 1677 : Grand incendie de Rostock (aujourd'hui Mecklembourg-Poméranie-Occidentale, Allemagne)
- 1686 : troisième grand incendie de Gera (Thuringe, Allemagne).
- 1688 (30 juin) : grand incendie de Vevey (Suisse), qui ravagea la ville, causa des dégâts si considérables aux murailles qu'on dut les raser et dépouilla la ville de son passé médiéval.
- 1689 : grand incendie de Brașov, dans l'actuelle Roumanie, qui détruisit la ville ; l'« Église noire », construite entre 1383 et 1477 en style gothique, dédiée à la Vierge Marie, lui doit son nom, à cause de ses murs extérieurs noircis par la fumée.
- 1689 : grand incendie de Skopje (aujourd'hui en République de Macédoine, alors dans l'Empire ottoman). La ville est incendiée par un général autrichien après la prise de la ville le 25 octobre, au cours de la Deuxième guerre austro-turque. La ville brûle pendant deux jours.
- 1692 (janvier) : Deuxième incendie de Briançon, plus destructeur à cause des grands approvisionnements qui avaient été stockés en ville par l’armée : seuls quelques maisons, le couvent des cordeliers, le grenier à sel et l’hôtel du Vibailli subsistèrent[8].
- 1693 : Deuxième incendie de la ville de Heidelberg, totalement détruite par les troupes de Louis XIV — qui avaient déjà ravagé la ville en 1689 — pendant la guerre dite « guerre du Palatinat » — que les Allemands appellent « guerre d'Orléans » — au début de la guerre de la Ligue d'Augsbourg.
- 1693 (23 février) : Un incendie détruit presque complètement les bâtiments abbatiaux de l'abbaye de Saint-Maurice d'Agaune, en Suisse, qui seront reconstruits au début du XVIIIe siècle, et se propage à l'ensemble de la ville de Saint-Maurice, elle-même presque entièrement détruite.
- 1695 : incendie de Bruxelles à la suite du bombardement de la ville par les armées françaises au cours de la guerre de la Ligue d'Augsbourg, le centre de la ville est entièrement détruit.
- 1697 : incendie du château royal de Stockholm, entièrement détruit, qui sera reconstruit au XVIIIe siècle.
- 1697 (nuit du 9 au 10 mars) : un incendie ravage complètement l'abbaye de Salem (Reichskloster Salem), monastère cistercien située à Salem, dans le Bade-Wurtemberg, dans les environs de Constance en Allemagne. La bibliothèque est notamment entièrement détruite[9].

## XVIIIesiècle
- 1704 (6 janvier) : grand incendie à Edo, l'actuelle Tokyo, au Japon, à la suite d'un tremblement de terre[10].
- 1709 (17 avril) : grand incendie de Miyako, Japon[11].
- 1711 : Grand incendie juif de Francfort-sur-le-Main.
- 1714 : troisième incendie de la ville de Neuchâtel (Suisse) qui détruisit tous les bâtiments sis au pied du château. La rue du Pommier et de la tour de Diesse sont reconstruites et modernisées, les rues étant élargies et les maisons étroites alignées et regroupées derrière de plus larges façades.
- 1718 : premier incendie de l’Hôtel-Dieu de Paris.
- 1719 : Grand incendie chrétien de Francfort-sur-le-Main pendant 3 jours.
- 1720 (nuit du 23 décembre) : incendie de Rennes[12], qui ravagea la moitié nord de la ville, qui brûle pendant six jours. Cette catastrophe fut l'occasion de reconstruire une ville nouvelle, conforme aux idées des urbanistes du XVIIIe siècle.
- 1721 : incendie de Montréal, détruisant la moitié de la ville et amenant l’intendant Michel Bégon à interdire la construction de maisons en bois : désormais, les maisons devront être construites en pierre.
- 1728 (20-23 octobre) : Premier grand incendie de Copenhague. Il a duré plus de 60 heures, détruisant plus du quart de la ville. Il est la cause de la quasi-disparition de l'héritage architectural et monumental médiéval de Copenhague et de la destruction de documents inestimables, conservés dans la Bibliothèque universitaire de Copenhague (auj. Bibliothèque nationale des sciences et de médecine du Danemark), fondée en 1482.
- 1731 (3 février) : durant la nuit, incendie du palais de Bruxelles, qui depuis le XIIe siècle avait été la résidence successivement des ducs de Brabant et de Bourgogne, de Charles Quint, et des différents gouverneurs des Pays-Bas. Presque entièrement détruit, il ne sera jamais reconstruit.
- 1734 (10 avril) : incendie de Montréal, rue Saint-Paul. Poussé par un fort vent, le feu se propage rapidement aux bâtiments avoisinants, incendiant en trois heures, 46 maisons de la rue Saint-Paul, l'hôtel-Dieu qui venait d'être reconstruit après l'incendie de 1721, et jette à la rue plusieurs centaines de personnes[13]. La rumeur publique accuse une esclave noire, Marie-Josèphe-Angélique d'avoir allumé le feu pour s'enfuir de la colonie en profitant du désordre[14].
- 1737 : un deuxième grand incendie ravage l’hôtel-Dieu de Paris, vingt ans après celui de 1718.
- 1743 : incendie de l'hôtel de ville de Saint-Dizier (Haute-Marne), entièrement détruit par le feu.
- 1755 (1er novembre) : grand incendie de Lisbonne (Portugal) qui a duré trois jours. Provoqué par un violent séisme, les feux de cheminées et les moyens d'éclairage de l'époque ont embrasé les structures en bois des immeubles effondrés. Tremblement de terre, raz de marée et incendie consécutifs provoquèrent la mort de 30 000 à 100 000 personnes, selon les sources. (Tremblement de terre de Lisbonne de 1755).
- 1757 (27 juillet) : grand incendie de Saint-Dié (Vosges, France), qui dévaste la ville, dont la reconstruction fut confiée à Jean-Michel Carbonnar, qui créa une ville aérée, ordonnancée.
- 1758 (3 décembre) : grand incendie de Saint-Georges-en-Couzan (Loire), involontairement provoqué par le cordonnier Laurent, dont la cheminée mal ramonée prit feu. Le feu, attisé par un vent violent soufflant du sud et de l'ouest, se communiqua rapidement à trente maisons, et au clocher de l'église, dont quatre des cinq cloches fondent, perçant la voûte dans leur chute. Les granges et greniers, contenant toutes les réserves de l'hiver, furent détruits, mais par chance, il n'y eut pas de victimes.
- 1759 : grand incendie de Québec, pendant le siège de la ville par les Britanniques, qui lancèrent nombre de bombes incendiaires.
- 1759 (11 décembre) : Troisième incendie au château de Lunéville (Meurthe-et-Moselle, France).
- 1763 (6 avril) : incendie du Palais-Royal à Paris, qui détruisit également la salle de l'Opéra, attenante, construite par Richelieu.
- 1772 : troisième grand incendie de l’hôtel-Dieu de Paris : la chapelle Sainte-Agnès, la salle du Légat sont détruites. Les bâtiments hospitaliers du long de la Seine seront rebâtis.
- 1775 (nuit du 19 au 20 août) : grand incendie de Saint-Dizier, qui détruisit la majeure partie du centre de la ville, ne laissant quasiment aucune partie de la cité indemne, à l'exception notable de l'actuelle place Émile-Mauguet, où la maison Parcolet constitue un témoignage de ce que pouvait être la physionomie des maisons avant le sinistre ;
- 1775 : grand incendie de Litomyšl, en Bohême (actuelle République tchèque).

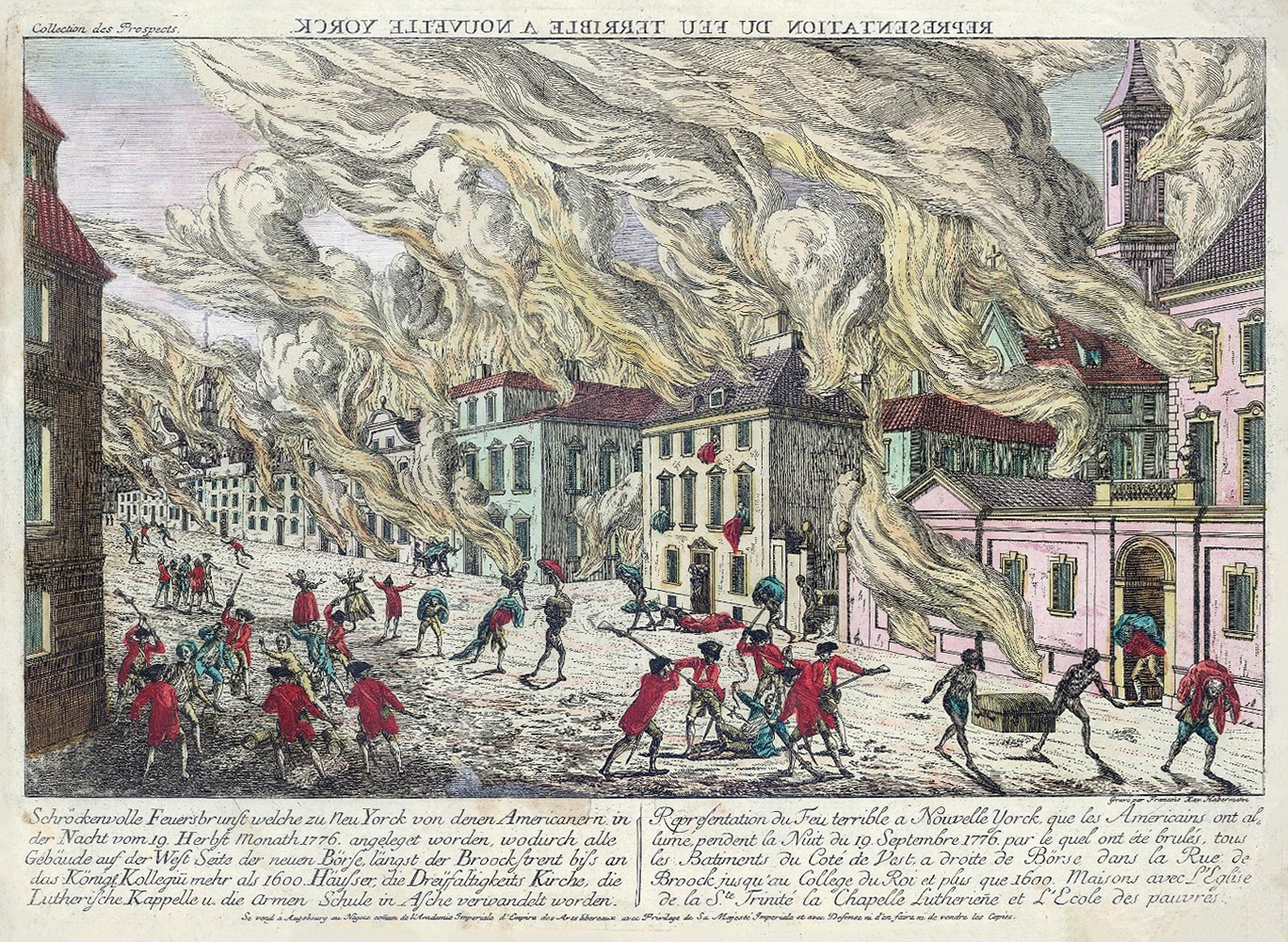
Grand Incendie de New York de 1776

- 1776 (21 septembre) : grand incendie de New York
- 1778 : incendie du Colisée de Saragosse (Espagne) : 77 morts.
- 1780 : Quatrième grand incendie de Gera (Thuringe, Allemagne), après ceux de 1450, 1639 et 1686.
- 1783 : incendie du château fort de Krakovec (Bohême, aujourd'hui République tchèque) datant de la fin du XIVe siècle, présentant une architecture gothique exceptionnelle, dans lequel Jan Hus résida en 1414, avant son départ pour le concile de Constance.
- 1788 (24 mai) : grand incendie de Sion (Suisse, canton du Valais). 2/3 de la ville détruits, ainsi que le château de Tourbillon.
- 1788 (21 mars) : grand incendie de La Nouvelle-Orléans, qui détruisit la presque totalité du centre ancien et plus de 850 maisons.
- 1794 : grand incendie de La Chaux-de-Fonds, dans le canton de Neuchâtel (Suisse), qui détruisit presque complètement la ville, reconstruite selon un plan en damier par Charles-Henri Junod.
- 1794 (8 décembre) : second incendie à La Nouvelle-Orléans, qui ravagea une grande partie du sud-ouest de la ville à peine reconstruite et détruisit 212 habitations. À la suite de cette nouvelle catastrophe, un règlement d'urbanisme imposa la brique en remplacement du bois pour les maisons à étage, et les tuiles pour les couvertures.
- 1795 : grand incendie de Copenhague, qui détruisit une grande partie de la capitale danoise.

## XIXesiècle

### Années 1800

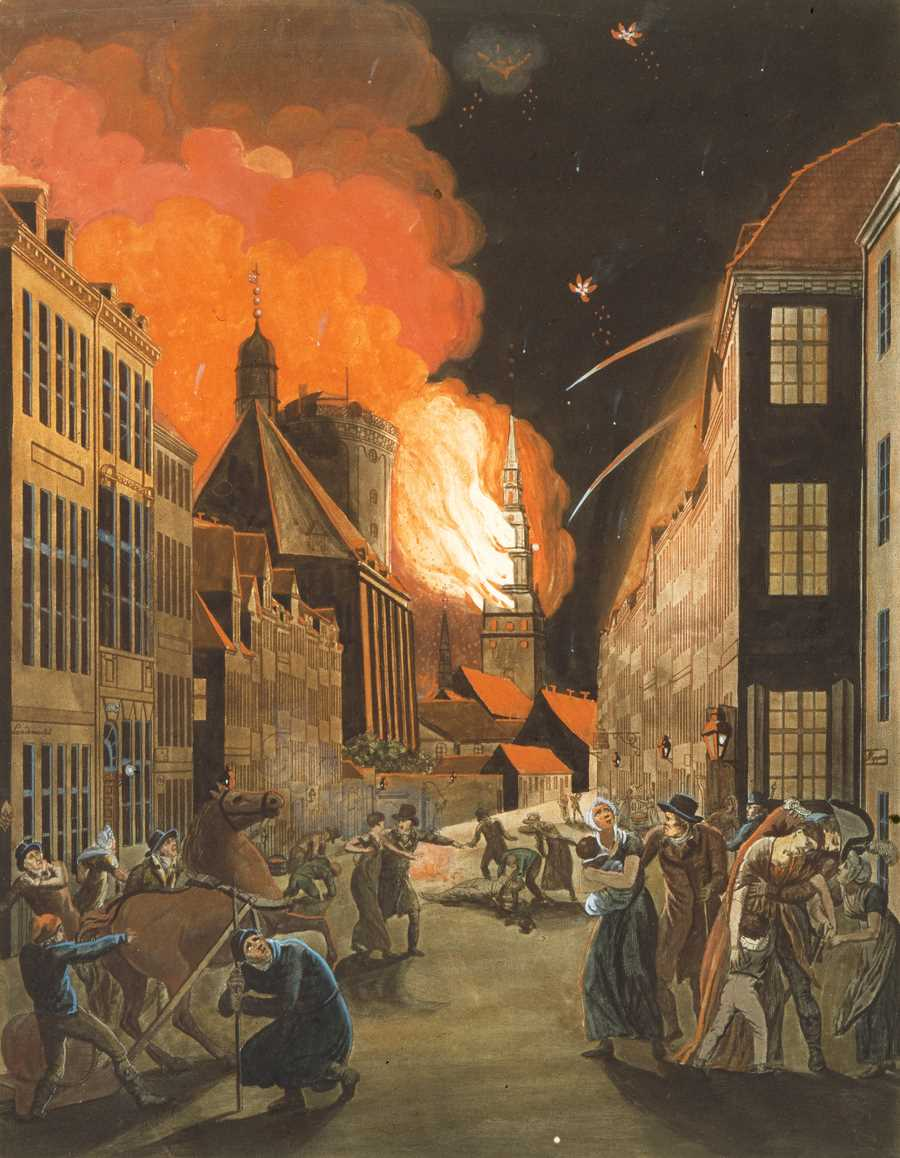
C.W. Eckersberg (1783-1853)
L'incendie de Copenhague (1807)

- 1805 (2 avril), Grand incendie de Bulle (Suisse, canton de Fribourg), qui détruisit presque entièrement la ville en quelques heures. Plus d’un millier d’habitants furent ruinés. La commune y perdit la plupart des bâtiments publics. La reconstruction de la cité va durer un demi-siècle.
- 1807 (2-6 septembre) : incendie de Copenhague provoqué par le bombardement de la ville, sans aucune déclaration de guerre, par la flotte britannique de l'amiral Gambier, utilisant les fameuses fusées de Congreve, pouvant contenir un mélange incendiaire, qui détruisirent la flotte dans le port et embrasèrent la cité.

### Années 1810
- 1810 (1er juillet) : Incendie de l'ambassade d'Autriche à Paris, lors de la fête organisée par le prince de Schwarzenberg ambassadeur d'Autriche en France, pour célébrer le mariage entre Napoléon et l'impératrice Marie-Louise, au cours duquel Pauline d'Arenberg, belle-sœur du prince, perdit la vie. Cet incendie est à l'origine de la création en 1811 de la Brigade de sapeurs-pompiers de Paris.
- 1811: Incendie de Kiev
- 1812 (15 septembre) : grand incendie de Moscou, allumé à l'instigation du gouverneur de la ville, le comte Rostoptchine (1763-1826), au lendemain de l’entrée de la Grande Armée, obligeant Napoléon à une retraite qui s'avèrera désastreuse.
- 1814 (25 août) : Prise de Washington par les Britanniques, qui incendient la ville pour venger Toronto, brûlée par les Américains.
- 1814 : Nouvel incendie catastrophique à Litomyšl, en Bohême (actuelle République tchèque), après celui de 1775.

### Années 1820
- 1821 : incendie de Patras, (Grèce), brûlée par les Ottomans pendant la guerre d'indépendance, pour punir les appels à la révolte du métropolite Germanos.
- 1822 (7 octobre) : grand incendie d'Oulu, dans le grand-duché de Finlande, détruisant presque toute la ville.
- 1825 (23 mai) : incendie de Miramichi, (Nouveau-Brunswick), qui détruisit le village de Newcastle et 15 000 km2 de forêt (environ 1/5e de la province).
- 1825 (nuit du 9 au 10 novembre) : incendie du château de Vizille.
- 1827 (4-5 septembre) : grand incendie de Turku (grand -duché de Finlande), qui fut probablement le plus grand incendie des pays nordiques, détruisant plus de 2 500 bâtiments, soit les deux tiers de la ville. À la suite de cette catastrophe, la replanification de Turku fut confiée à l'architecte Carl Ludwig Engel. Celui-ci remplaça les dernières traces de construction médiévale par un plan quadrillé aux rues larges, droites et parallèles.

### Années 1830

William Turner
16 octobre 1834 : Incendie du palais de Westminster à Londres, siège du Parlement britannique (1835)

- 1831 : grand incendie de Péra, au cœur de Beyoglu, à Constantinople (Empire ottoman).
- 1834 (16 octobre) : incendie du palais de Westminster à Londres, siège du Parlement britannique.
- 1834 : grand incendie de Piła, dans la Voïvodie de Grande-Pologne, en Pologne
- 1836 : incendie lors des rénovations de la Cathédrale de Chartres, ravageant la toiture et la charpente.
- 1837 : (Le 17 décembre ou 30 décembre dans le calendrier géorgien) incendie du Palais d'Hiver à Saint Pétersbourg en Russie
- 1838 (15 janvier) : un incendie détruit la première salle Favart à Paris (1783-1838) après une représentation de Don Giovanni de Mozart[15].

### Années 1840

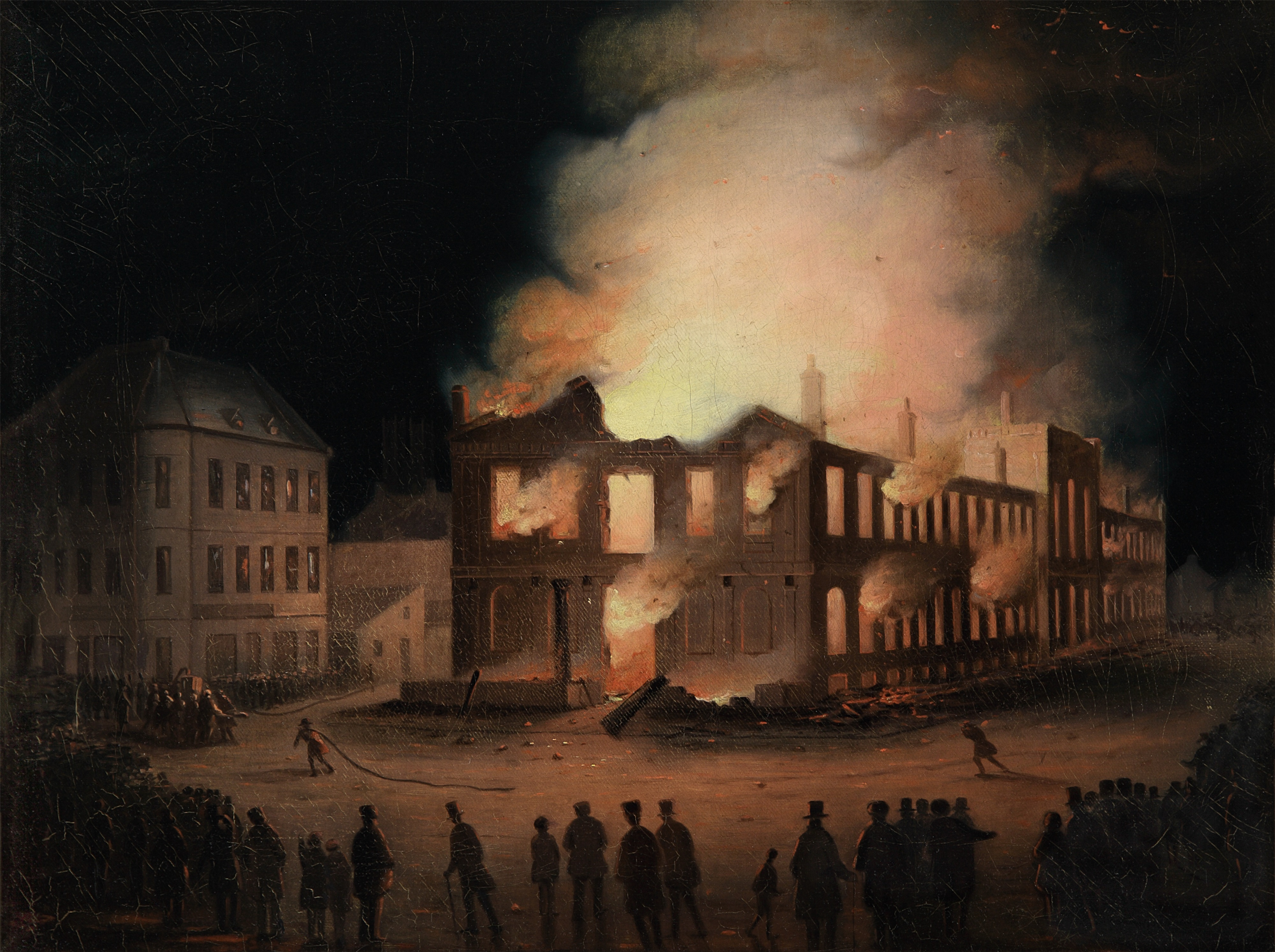
Joseph Légaré, L'incendie du Parlement à Montréal, 1849

- 1842 : incendie de Hambourg environ 4 000 logements détruits ; 10 % de la population sans toit.
- 1845 (28 mai et 28 juin) : les incendies de l'été 1845 détruiront les deux tiers de la ville de Québec.
- 1847 (23 mars-4 avril) : grand incendie de Bucarest.
- 1849 (25 avril) : incendie de l'hôtel du Parlement à Montréal (Canada-Uni).

### Années 1850
- 1852 (7 juin) puis (8 juillet) : Grand incendie de Montréal, (Canada-Uni).
- 1852 (3 août) : Incendie de Vaasa (finnois : Vaasan palo), un incendie généralisé, qui a détruit la majeure partie de la ville de Vaasa en Finlande [16]. Sur les 403 maisons de Vaasa, 379 maisons et dépendances ont été détruites et six personnes ont été tuées dans l'incendie.
- 1857 (7 juin) : grand Incendie de Livourne (Italie) : 100 morts.

### Années 1860
- 1862 (7 mai): Un grand incendie de Enschede (Pays-Bas) détruit plus de 80% de la ville et tue 3 ou 4 personnes.
- 1863 (8 décembre) : incendie de l'église de la Compania de Santiago, à Colina, Chili, qui tue au moins 2 500 personnes. C'est l'incendie le plus mortel jamais enregistré en zone urbaine
- 1864 (15 août) : grand incendie de Limoges, qui dévaste le quartier compris entre la rue des Arènes (actuelle rue Othon Péconnet[17]), la place de la Motte, le boulevard Sainte-Catherine et la place d’Aine. Au moins 150 maisons détruites, mais pas de victimes.
- 1864 (nuit du 1er septembre : Dans la nuit du 1er septembre 1864, le général sudiste John Bell Hood évacue Atlanta, brûlant ses dépôts et ses installations et déclenchant un immense incendie dont les scènes sont représentées dans le film de Victor Fleming Autant en emporte le vent en 1939.

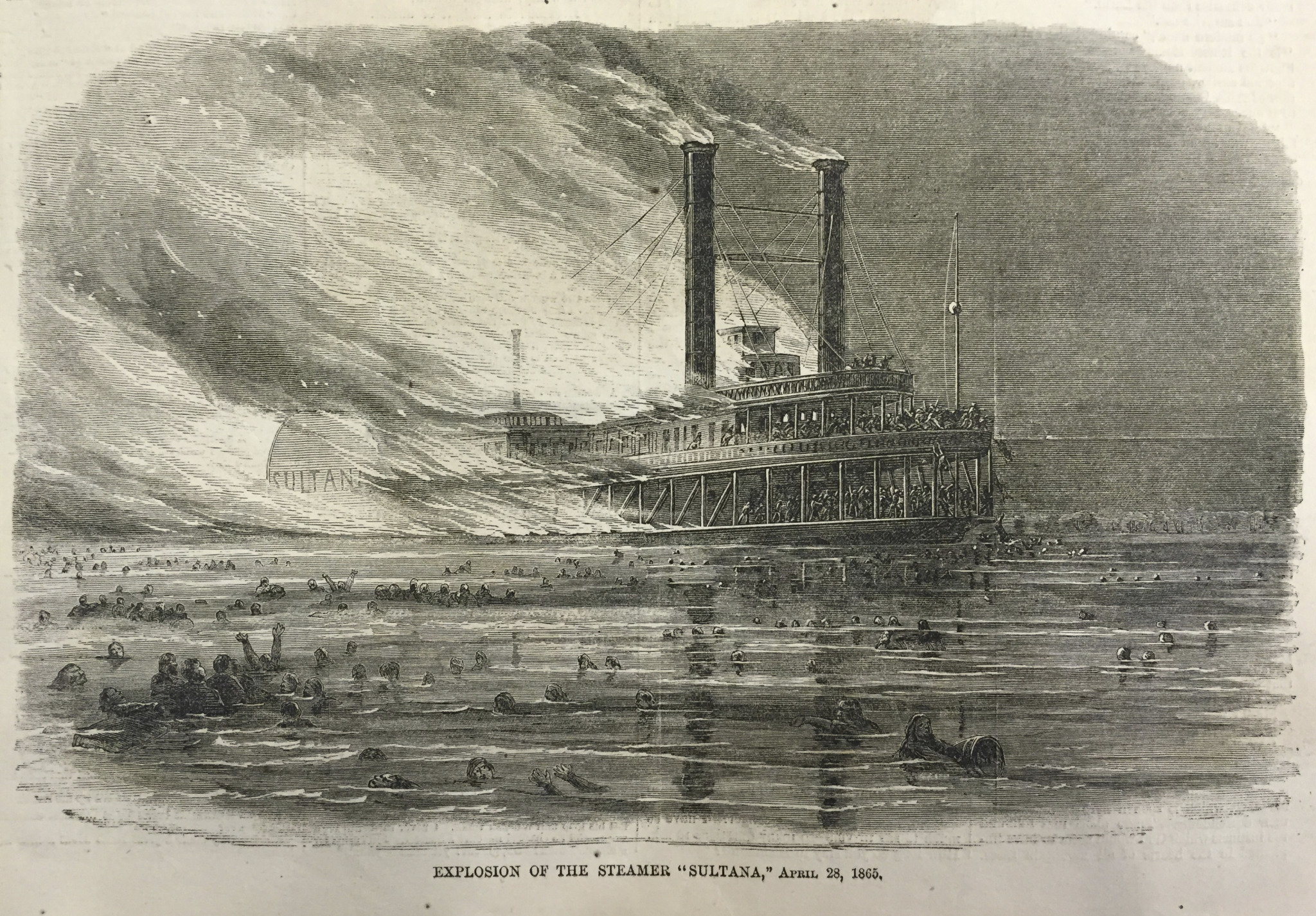
Le SS Sultana en flammes (1865). Lithographie publiée dans Harper's Weekly.

- 1865 (27 avril) : le SS Sultana, un bateau à aubes du fleuve Mississippi, États-Unis, prit feu, causé par l'explosion de sa chaudière ; 1 167 victimes.
- 1865 (nuit du 12 au 13 septembre) : Un violent incendie détruit presque entièrement le village de Travers, dans le canton de Neuchâtel, en Suisse : 101 bâtiments sont incendiés et seulement 22 (dont le temple et le château) sont épargnés, et l'on ne déplore, par miracle, qu'une seule victime.
- 1866 (9 juin) : grand incendie dans le tunnel de Welwyn sur l'East Coast Main Line en Angleterre, causé par la collision de trois trains de fret tirés par locomotives à vapeur ; l'on ne déplore, car les trains étaient de fret, que deux victimes.
- 1866 (19 octobre) : grand incendie de Québec, (Canada-Uni).
- 1869 (21 septembre) : incendie de l'opéra de Dresde, dans le royaume de Saxe, construit entre 1838 et 1841 par l'architecte Gottfried Semper. Sa reconstruction est achevée en 1878 et il est inauguré avec la Jubelouvertüre de Carl Maria von Weber et Iphigénie en Tauride de Gluck.

### Années 1870

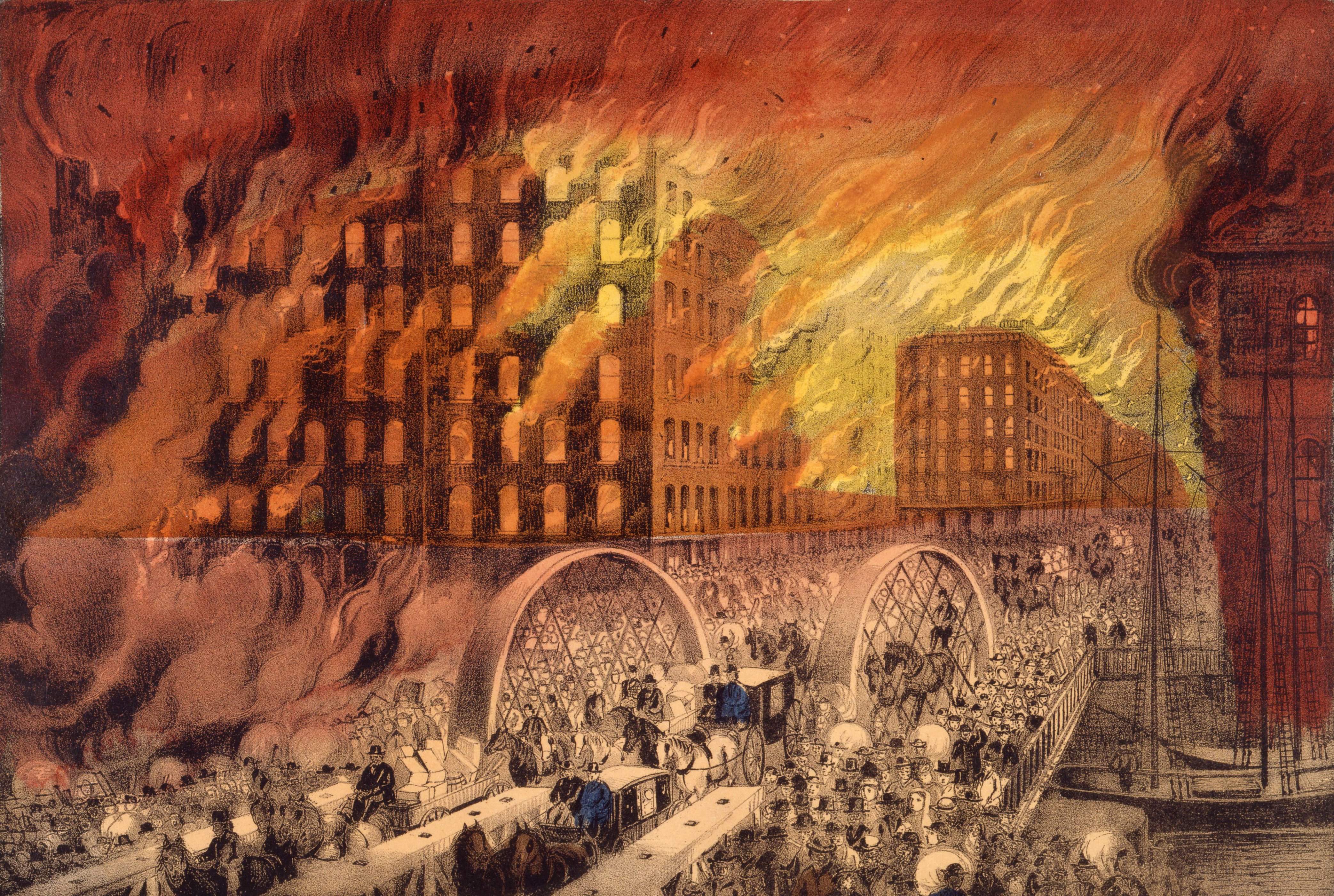
Chicago in Flames, par Currier & Ives (lithographie, 1871).

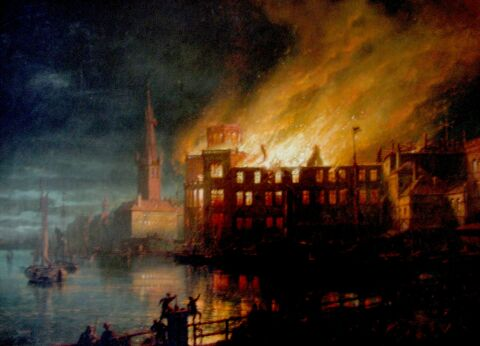
August von Wille
1872 : Incendie de l'Académie de Düsseldorf au château de Düsseldorf

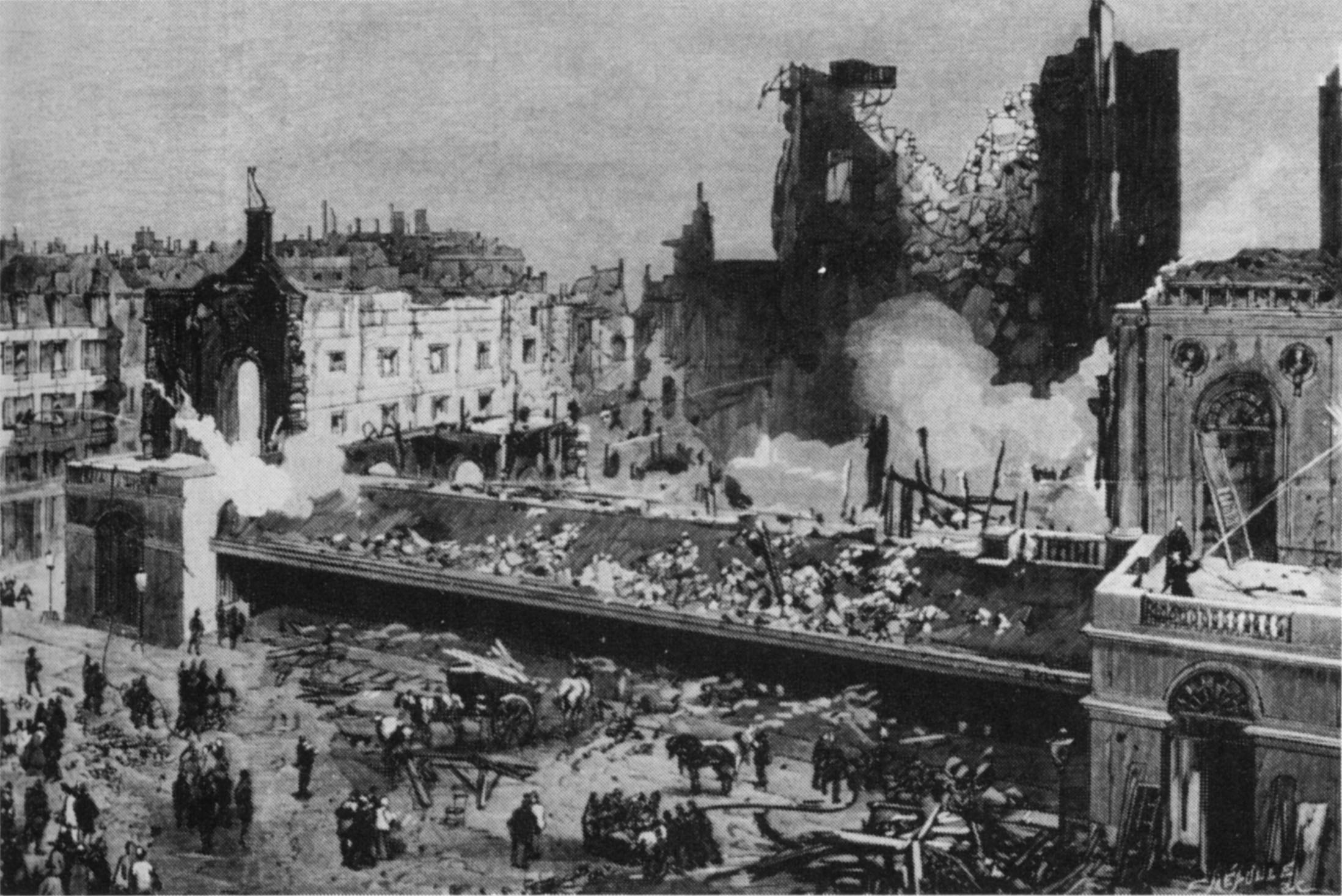
Ruines de l'Opéra Le Peletier à Paris au matin de l'incendie qui l'a dévasté dans la nuit du 28 au 29 octobre 1873. Lithographie publiée dans Le Monde illustré.

- 1870 (19 mai) : Grand feu du Saguenay-Lac-Saint-Jean (Québec, Canada). Un feu d'abattis à Saint-Félicien déclenche un feu de forêt qui se propage en une journée jusqu'à la baie des Ha! Ha!, à 120 km. Le feu cause la mort de 5 personnes[18].
- 1871 (23-24 mai) : incendie à Paris, pendant les émeutes de la Commune, du palais des Tuileries et de la bibliothèque impériale du Louvre (23 mai), de l'hôtel de ville de Paris anéantissant les archives de Paris, l'état civil, la Bibliothèque administrative de la ville de Paris et le dépôt d'œuvres d'art destinées au futur Musée Carnavalet (24 mai), de deux ailes du Palais-Royal, de la plus grande partie du Palais de Justice (24 mai) comprenant les tribunaux de 1re d'instance et correctionnel, le parquet, les assises, la cour d'appel, la grand-chambre et de la salle des pas perdus, ainsi qu'une partie des archives et de la bibliothèque, des collections historiques et d'une partie des archives de la Préfecture de Police, du Palais de la Légion d'honneur, du Palais d'Orsay (23 mai) abritant la Cour des Comptes et le Conseil d'État qui avaient cependant été évacués à Versailles le 18 mars, de la Caisse des dépôts, du Ministère des Finances et de la galerie des Gobelins (23 mai) avec 75 tapisseries.
- 1871 (8-9 octobre) : incendie de Peshtigo, une petite ville de l'État du Wisconsin aux États-Unis, dans la région des Grands Lacs, à l'ouest du lac Michigan. Des incendies dans les forêts environnantes, attisés par un vent violent soufflant du sud-ouest, atteignent une intensité telle qu'une tornade de vent et de flammes se forme et, se déplaçant à 10 km/h, atteint la ville dans la soirée du 8 octobre vers 20 heures 30, et la raye de la carte en quelques heures. On estime que plus de 800 personnes auraient été tuées à Peshtigo même, et que pour l'ensemble de la zone et les dix-sept villes, villages et hameaux des 500 000 hectares parcourus par le feu, le nombre des morts se situerait entre 1 200 et 2 500, sans qu'il ait été possible de procéder à une évaluation précise, tant les cadavres étaient carbonisés.
- 1871 (8-10 octobre) : grand incendie de Chicago, 300 personnes perdent la vie dans la tragédie, 17 500 bâtiments sont détruits et environ 100 000 personnes se retrouvent sans abri. En 1871, Chicago compte 324 000 habitants (environ 1/3 des habitants perd tout dans l'incendie).
- 1872 (9 novembre) : grand incendie de Boston (Massachusetts aux États-Unis).
- 1872 : incendie de l'Académie de Düsseldorf (Rhénanie-du-Nord-Westphalie en Allemagne).
- 1873 (nuit du 28 au 29 octobre) : La salle de l'Opéra Le Peletier à Paris est totalement détruite dans la nuit 28 au 29 octobre 1873 par un incendie qui dure près de vingt-quatre heures, dont les causes resteront inconnues et dont l'une des conséquences sera la reprise active du chantier de construction de l'Opéra Garnier inauguré le 5 janvier 1875.
- 1874 (14 juillet) : incendie de Chicago de 1874, 812 bâtiments détruits ; 20 morts et des centaines de blessés.
- 1876 (25 avril) : incendie du théâtre des Arts de Rouen.
- 1877 (29 avril) : un incendie à l'angle des rues saint-Urbain et Scott à Montréal fait 11 morts dont 7 pompiers[19].
- 1877 (6 mai) : incendie de la cathédrale Saint-Étienne de Metz (terre de l'Empire d'Alsace-Lorraine).
- 1877 (20 juin) : grand incendie de Saint-Jean (Nouveau-Brunswick), qui a détruit 1 612 bâtiments dont huit églises, six banques, quatorze hôtels, onze goélettes et quatre transporteurs de bois en un peu plus de neuf heures, sur une superficie de plus de 80 hectares.

### Années 1880
- 1881 (9 mars) : incendie du grand magasin Au Printemps boulevard Haussmann à Paris.
- 1881 (9 juin) : Un incendie détruit une partie du quartier Saint-Jean-Baptiste à Québec, brûlant 648 maisons et envoyant 1 500 familles à la rue.
- 1881 (8 décembre) : incendie du Ringtheater de Vienne (Autriche), qui fit 850 victimes.
- 1887 (25 mai) : Un incendie détruit la deuxième salle Favart (1840-1887) à Paris pendant la représentation du premier acte de Mignon. Cet incendie, provoqué par une défectuosité de l'éclairage au gaz de la herse située au-dessus de la scène, coûte la vie à 84 personnes, dont quatre danseurs, deux choristes, quatre habilleuses, quatre ouvreuses. Le gouvernement paye une compensation aux victimes et un concert est donné au bénéfice des employés de l'Opéra-Comique, qui s'installe provisoirement au théâtre des Nations, place du Châtelet.
- 1888 (16 mai) : incendie de l'asile Saint-Jean-de-Dieu à Montréal fait 104 victimes.
- 1888 (25 juin) : grand incendie à Sundsvall (Suède) (4 morts ; 9 000 sans-abris).

### Années 1890
- 1890 (22 juin) : grand incendie de Fort-de-France en Martinique, qui réduisit en cendres les trois-quarts de la ville coloniale aux habitations en bois, le marché, la cathédrale et plus de 1 600 maisons
- 1890 (15 août) : grand incendie à Salonique (Empire ottoman), 6000 familles sans abri, 3500 maisons et boutiques détruites.
- 1893 (3 novembre) : le Cabo Machichaco, un bateau à vapeur stocké avec dynamite, prend feu puis explose dans le port de Santander en Espagne, causant la déstruction pas seulement de lui-même mas aussi des édifices proches ; 590 morts, dont le gouverneur de Santander.
- 1894 (1er au 6 septembre) : grand incendie de forêt de Hinckley, dans le Minnesota, qui s’étala sur 200 000 acres (environ 1000 km2), coûtant la vie à au moins 418 personnes, parmi les incendies de forêt les plus meurtriers dans l’histoire des États-Unis.
- 1897 (4 mai) : incendie du Bazar de la Charité à Paris, qui fit 129 victimes.

### Année 1900
- 1900 (26-27 avril) : le grand feu de Hull et d'Ottawa, 7 victimes, 14 000 personnes sans abri et destruction de plus de 3 000 habitations.

## XXesiècle

### Années 1900
- 1903 (10 août) : incendie sur la ligne 2 du métro parisien : 84 morts à la station Couronnes.
- 1903 (30 décembre) : incendie du Théâtre Iroquois à Chicago : 603 morts.

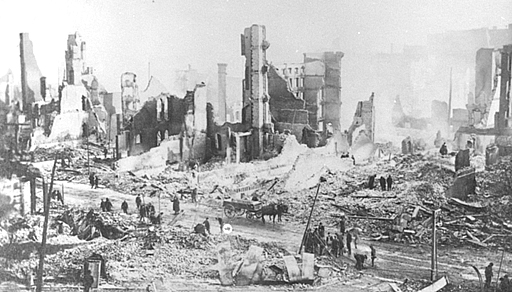
Baltimore, quelques jours après le Grand incendie (7-8 février 1904)

- 1904 (7 février) : grand incendie de Baltimore.
- 1904 (19 avril) : grand incendie de Toronto.
- 1906 : incendie de San Francisco, conséquence du tremblement de terre.
- 1908 (22 juin) : Grand incendie de Trois-Rivières (Québec au Canada), détruisant toute la partie de la ville située entre les rues du Fleuve, Bonaventure, Champlain, et Saint-Georges. Plus de 200 résidences et presque tous les commerces de la ville ont été complètement rasés par les flammes. En tout, 800 bâtiments, y compris hangars et entrepôts, ont brûlé.

### Années 1910
- 1911 (25 mars) : incendie de l'usine Triangle Shirtwaist à New York. L'incendie a causé la mort de 146 travailleuses de l'usine de confection et provoqué 71 blessées, essentiellement des femmes originaires du sud de l’Italie ou d'ascendance juive européenne. Elles moururent par asphyxie, brûlées vives ou par défenestration. Les gérants avaient fermé les portes de la cage d'escalier et les sorties. L'onde de choc sociale occasionnée par la catastrophe a suscité directement ou indirectement l'émergence de la plus grande œuvre législative à caractère social de l'histoire new-yorkaise et américaine en général, s'agissant notamment de l'amélioration des normes de sécurité dans les usines.
- 1914 (27 août-6 septembre) : pillage et incendie de Louvain, ville de la province de Brabant, en Belgique, par les Allemands au début de la Première Guerre mondiale. Le tiers de l'étendue bâtie de la cité fut détruit et 1 074 immeubles disparurent.

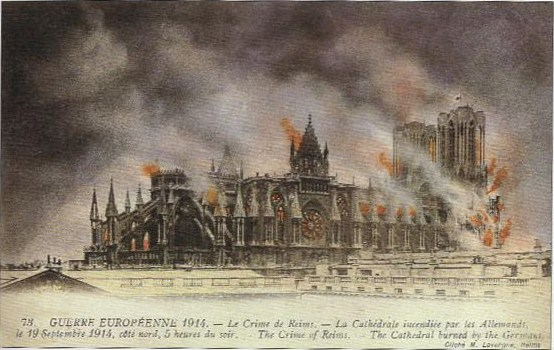
La cathédrale de Reims en flammes, lors du bombardement allemand du 19 septembre 1914, sur une carte postale de l'époque

- 1914 (19 septembre) : incendie de la cathédrale de Reims[20], à la suite du bombardement systématique de la ville, qui va durer huit heures, par les Allemands depuis les hauteurs de Brimont, Berru, Nogent-l'Abbesse et Cernay. Tout le centre de la ville est en flammes, un « océan de feu », dira un témoin. La cathédrale, miraculeusement épargnée au début de la journée, est touchée par un obus qui traverse l’échafaudage de bois ceinturant la tour nord et explose à mi-hauteur. L'échafaudage s'embrase et l'incendie se propage rapidement à l'ensemble de l'édifice, qui est gravement endommagé. Le monument emblématique de l'histoire de la France devint le symbole des destructions allemandes durant la Première Guerre mondiale.
- 1914 (22 novembre) : incendie de la Halles aux draps et de la cathédrale Saint-Martin d'Ypres, à la suite d'un bombardement allemand de la ville.
- 1915 : incendie en Sibérie, dans des zones inhabitées : 14 000 000 ha ont brûlé.

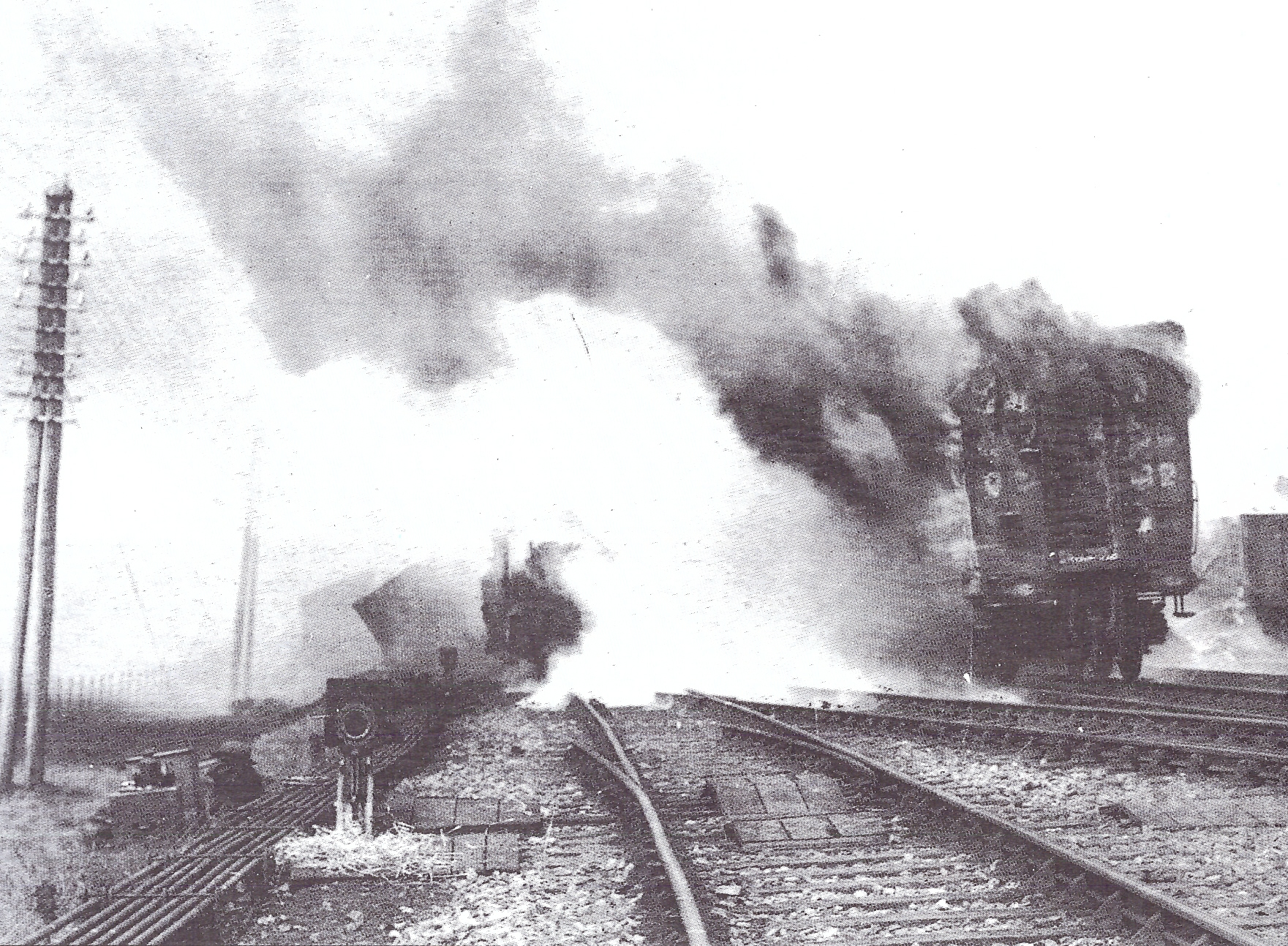
L'incendie à la suite de l'accident ferroviaire de Quintinshill du 28 mai 1915

- 1915: (28 mai) : accident ferroviaire de Quintinshill : trois trains à voyageurs entrent en collision sur la West Coast Main Line près de Gretna Green en Écosse, et les lampes à gaz dans les voitures causent un grand incendie immédiatement après ; 226 morts et 246 blessés dans l'accident le plus mauvais dans l'histoire ferroviaire du Royaume-Uni.
- 1916 (3 février) : le Parlement du Canada est en partie détruit par un incendie.
- 1916 (29 juillet) : grand incendie de forêt de l'Ontario, près de Matheson, qui s’étala sur 500 000 acres (environ 1 228 000 ha), coûtant la vie à 223 personnes, plus que tout autre incendie de forêt dans l’histoire du Canada.
- 1917 (18-19 août) : incendie de Salonique : anéantissement du centre commercial de la ville, qui brûlait pendant 36 heures.
- 1918 (14 février) : incendie de l'hôpital des Sœurs Grises de Montréal, allumé par Bertha Courtemanche, une pyromane de 27 ans, employée par l'institution depuis quelques mois ; bilan : 64 morts, des enfants âgés entre quelques jours et trois ans ; l'hôpital logeait la crèche accueillant 170 bébés âgés de moins d'un an, un foyer pour vieillards accueillant 98 hommes et 112 femmes dont quelques centenaires ; une section était réservée aux soldats blessés au cours de la guerre[21].
- 1919 (13 novembre) : Un incendie détruit entièrement le Grand Théâtre de Marseille, construit en 1786-1787, à l'issue d'une répétition de L'Africaine de Meyerbeer, sans faire de victimes. Seuls les colonnes du péristyle et les murs maîtres sont épargnés. Reconstruit en trois ans et demi, le nouvel opéra de Marseille est inauguré le 3 décembre 1924.

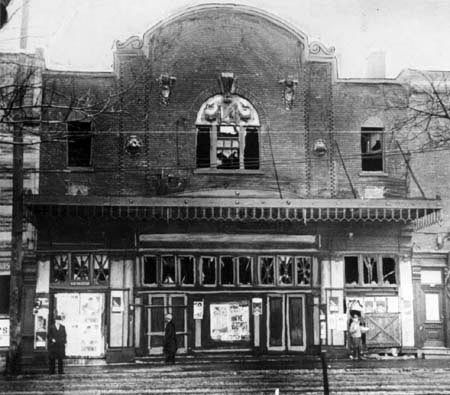
L'incendie de Laurier Palace (1927)

### Années 1920
- 1921 (30 septembre) : incendie du magasin Printemps Haussmann à Paris ; le bâtiment est entièrement détruit.
- 1922 (13-14 septembre) : incendie de Smyrne (auj. Izmir) par les Turcs kémalistes, marquant la fin de la « Grande Idée ».
- 1923 (1er septembre) : incendie de Tokyo, à la suite du Tremblement de terre de Kantō (d'une magnitude de 7,9), qui détruisit les villes de Tokyo et Yokohama et fit près de 150 000 morts et disparus.
- 1927 : incendie du Laurier Palace à Montréal, une salle de cinéma, dans lequel périssent 77 enfants[22].

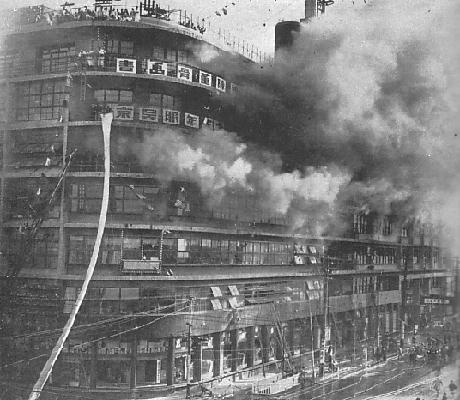
incendie du grand magasin Shirokiya à Tokyo, au Japon le 16 décembre 1932

### Années 1930
- 1932 (16 décembre) : l'incendie du grand magasin Shirokiya à Tokyo, au Japon, haut de sept étages, en plus de deux sous-sols, provoque la mort de 14 personnes, tandis que 67 autres sont blessées[23].

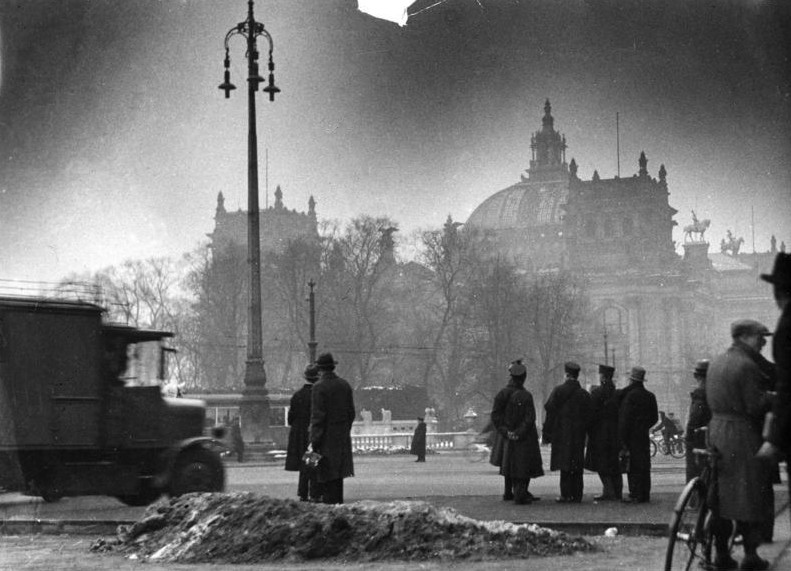
Incendie du palais du Reichstag dans la nuit du 27 au 28 février 1933.

- 1933 (27 février) : incendie du Reichstag : le Reichstag à Berlin est incendié dans la nuit du 27 au 28 février.
Les Nazis présentent l'évènement comme un complot communiste et imputent l'incendie à Marinus van der Lubbe. À la suite de cet incendie, le président Paul von Hindenburg suspend la plupart des libertés publiques via le Reichstagsbrandverordnung, qui permet notamment l'internement de 4 000 opposants politiques au nazisme et constitue la première étape de la mise en place de la dictature nazie.
L'origine de l'incendie fait toujours l'objet de controverses entre historiens. Si aucun d'entre eux ne donne crédit à un complot communiste, certains l'attribuent au seul van der Lubbe, d'autres aux nazis.
- 1934 (22 mars) : grand incendie d'Hakodate au Japon : 1 500 morts.
- 1934 (10 juillet) : incendie du bâtiment principal de l’université Albert-Ludwig de Fribourg à Fribourg-en-Brisgau, dans le pays de Bade (Allemagne).
- 1935 : incendie d'Air Itam.
- 1936 (30 novembre) : incendie de Crystal Palace, palais d'expositions construit pour l'Exposition universelle de Londres en 1858. Aucune victime, mais les installations de John Logie Baird qui fait des expériences sur le premier système de télévision sont détruites. Un conglomérat chinois a exprimé son intention d'en construire une réplique exacte d'ici 2018.
- 1937 (6 mai) : incendie du Hindenburg, sur l'aéroport de Lakehurst non loin de New York. Au cours de cet accident, le zeppelin allemand Hindenburg, gonflé au dihydrogène (200 000 m3 de gaz inflammable) a pris feu, provoquant la mort de 37 personnes (parmi les 97 qui étaient à bord).
- 1938 : incendie des Nouvelles Galeries, sur la Canebière à Marseille : 73 morts.

### Années 1940
- 1940 : (14 mai) : grand incendie de Rotterdam provoqué par le bombardement de la ville, par l'armée de l'air allemande (Luftwaffe), qui embrasèrent la cité. Presque tout le quartier médiéval de la cité sauf l'église Saint-Laurent est détruit, et le bilan est près de 1 150 morts, et 85 000 sans abri.
- 1940 : en juin, incendie de la Cathédrale de Toul, le grand comble de la cathédrale est touché par un obus allemand. La charpente datant de la Renaissance s'embrase et l'incendie s'étend rapidement à la tour Sud, ainsi qu'au grand orgue. Les cloches fondront et couleront sur le parvis tandis que le quartier sud de la ville brûlera encore pendant 4 jours.
- 1940 : (10 novembre) : incendie de la Cathédrale de Coventry, en Angleterre. Avec beaucoup de la reste de la ville, le grand toit de la cathédrale est touché par les obus allemands, causant la charpente, datant du XIVe siècle, à s'embraser, et l'incendie s'étend à presque tout l'édifice. Seulement la tour avec sa flèche, le mur externe et le tombeau du premier évêque de Coventry s'échappent des flammes.
- 1942 : (28 novembre) incendie dans la boîte de nuit Cocoanut Grove à Boston : 492 morts.
- 1943 : incendie de Hambourg : Feuersturm à la suite du bombardement stratégique de l'opération Gomorrhe : bilan près de 40 000 morts.
- 1944 (26 mai) : incendie de la Bibliothèque municipale de Chartres, au cours duquel furent sérieusement endommagés ou détruits près de deux mille manuscrits inestimables. Ils formaient une collection exceptionnelle, en raison du rôle de premier plan que joua l'École de Chartres dans l'histoire intellectuelle de la France lors de la « Renaissance du XIIe siècle ».
- 1944 (3 septembre) : Incendie du palais de justice de Bruxelles par les Allemands en pleine débâcle.
- 1945 : les bombardements américains provoquent d'énormes incendies dans plusieurs villes japonaises comme Kobe et Tokyo ainsi qu'en Allemagne à Dresde.
- 1945 (12 avril) : incendie de la Cathédrale Saint-Étienne de Vienne en Autriche[24].
- 1945 (7 mai) : Pendant l'insurrection de Prague (aujourd'hui en Tchéquie), l'ancien hôtel de ville est attaqué par les troupes ennemies nazies puis partiellement incendié, beaucoup d'œuvres d'art et livres anciens sont détruits.
- 1946 (19 juillet): incendie du Temple de Garnison de Metz.
- 1947 (30 août) : incendie du cinéma le Select à Rueil-Malmaison. Sur 600 personnes présentes dans la salle, l'incendie fit 87 morts et 27 blessés graves. Un commerçant dans le vin né à Rueil, Jean Le Coz, fait 3 voyages pour sauver des gens mais ne revient pas lors du dernier. La rue du cinéma, la rue de Marly, est rebaptisée un an plus tard rue Jean-Le-Coz en son honneur.
- 1949 (19 août) : grand incendie des Landes (Gironde), détruisant 52 000 ha du massif forestier landais (au total durant l'été, 140 000 ha sur 1 million) du 19 au 25 août, et provoquant le 20 août la mort de 82 personnes (25 militaires et 57 civils), en quelques minutes, au même endroit, à la suite d'un changement de vent.

### Années 1950
- 1950 (6 mai) : incendie de Rimouski, détruisant une grande partie du secteur ouest du centre-ville de Rimouski. Le feu prend dans un local électrique dans la cour à bois de la compagnie Price-Brothers. Un grand vent favorise la propagation de l'incendie sur une grande partie de la ville détruisant plusieurs institutions (couvent, hôpital, séminaire et autres).
- 1951 (1er mai) : incendie du Grand Théâtre de Genève, lors de la préparation du troisième acte de La Walkyrie.
- 1956 (8 août) : incendie dans la mine du Bois du Cazier fait 262 victimes.
- 1958 (1er décembre) : incendie de Notre-Dame des Anges, école catholique à Chicago, dans l'Illinois, 95 morts (92 élèves et trois religieuses).

### Années 1960
- 1960 (22 juin) : incendie du grand magasin Henderson's à Liverpool, onze morts[25].
- 1961 (17 décembre) : incendie du chapiteau d'un cirque à Niterói (Brésil), 323 morts.
- 1966 (4 janvier) : explosion suivie d'un incendie dans l’usine pétrochimique de Feyzin (Rhône en France) faisant 18 morts — dont 11 pompiers — et une centaine de blessés, endommageant gravement tout le quartier avoisinant. Cette catastrophe est considérée comme la première catastrophe industrielle en France et a permis de mettre au jour le phénomène de Bleve (explosion de gaz liquéfié sous pression).
- 1967 (22 mai) : incendie du grand magasin À l’Innovation à Bruxelles (Belgique), 251 morts.

### Années 1970

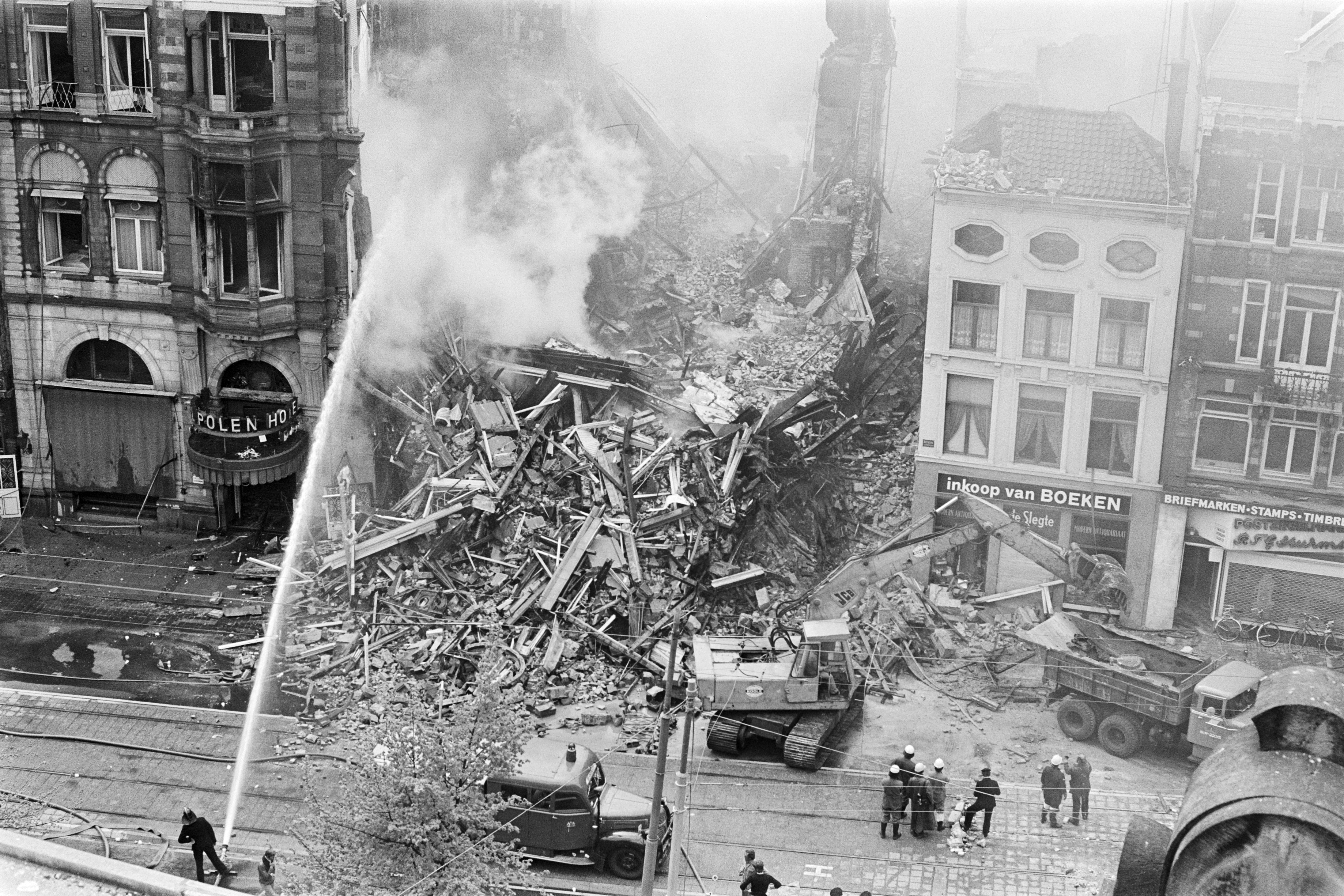
Ruines de l'hôtel Polen à Amsterdam à la suite de l'incendie qui l'a dévasté le 9 mai 1977.

- 1970 (1er novembre) : incendie du 5-7 de Saint-Laurent-du-Pont (Isère en France), 146 morts de 14 à 27 ans[26].
- 1971 (25 décembre) : incendie du Hôtel das Daeyeongak dans l'arrondissement Jung-gu de la ville de Séoul en Corée du Sud, 168 morts.
- 1972 (1er septembre) : incendie du Blue Bird à Montréal, incendie criminel faisant 37 morts.
- 1972 (28 janvier) : incendie de la cathédrale Saint-Pierre-et-Saint-Paul de Nantes, aucune victime à déplorer, mais les dommages sont tels (notamment toiture largement détruite) que l'édifice sera fermé au culte pendant trois ans.
- 1972 (14 mai) : Incendie du grand magasin Sennichi, à Osaka, au Japon, 118 morts.
- 1972 (24 février) : incendie de la tour Andraus à Sao Paulo (Brésil), immeuble d'habitation de 30 étages qui brûle entièrement : 16 morts. Ce feu d'immeuble de grande hauteur est particulièrement spectaculaire.
- 1973 (6 février) : incendie du CES Édouard-Pailleron à Paris : 20 morts dont 16 enfants.
- 1973 (29 novembre) : incendie du grand magasin Taiyo a Kumamoto, Kyushu, Japon, 104 morts.
- 1974 (1er février) : incendie de la tour Joelma à Sao Paulo (Brésil), immeuble de bureau de 25 étages constitué de 2 blocs principaux surmontant une dizaine d'étages faisant office de parking. Embrasement généralisé du 12e au 25e étage : 179 morts, une dizaine de disparus et plus de 300 blessés.
- 1974 (3 novembre) : incendie dans un théâtre de Séoul (Corée du Sud) : 50 morts.
- 1976 (11 septembre) : incendie du Palais d'Andafiavaratra, à Antananarivo (Madagascar).
- 1977 (18 février) :  incendie de la salle de fêtes du 61e régiment à Khorgas, Xinjiang, Chine, causant la mort de 694 personnes, principalement des enfants de la colonie militaro-agricole.
- 1977 (9 mai) : incendie de l'hôtel Polen, un hôtel historique à Amsterdam, Pays-Bas, construit en bois ; 33 morts, tous sauf un les touristes.
- 1978 (19 août) : incendie dans un cinéma à Abadan, en Iran, provoquant la mort de 425 personnes.

### Années 1980

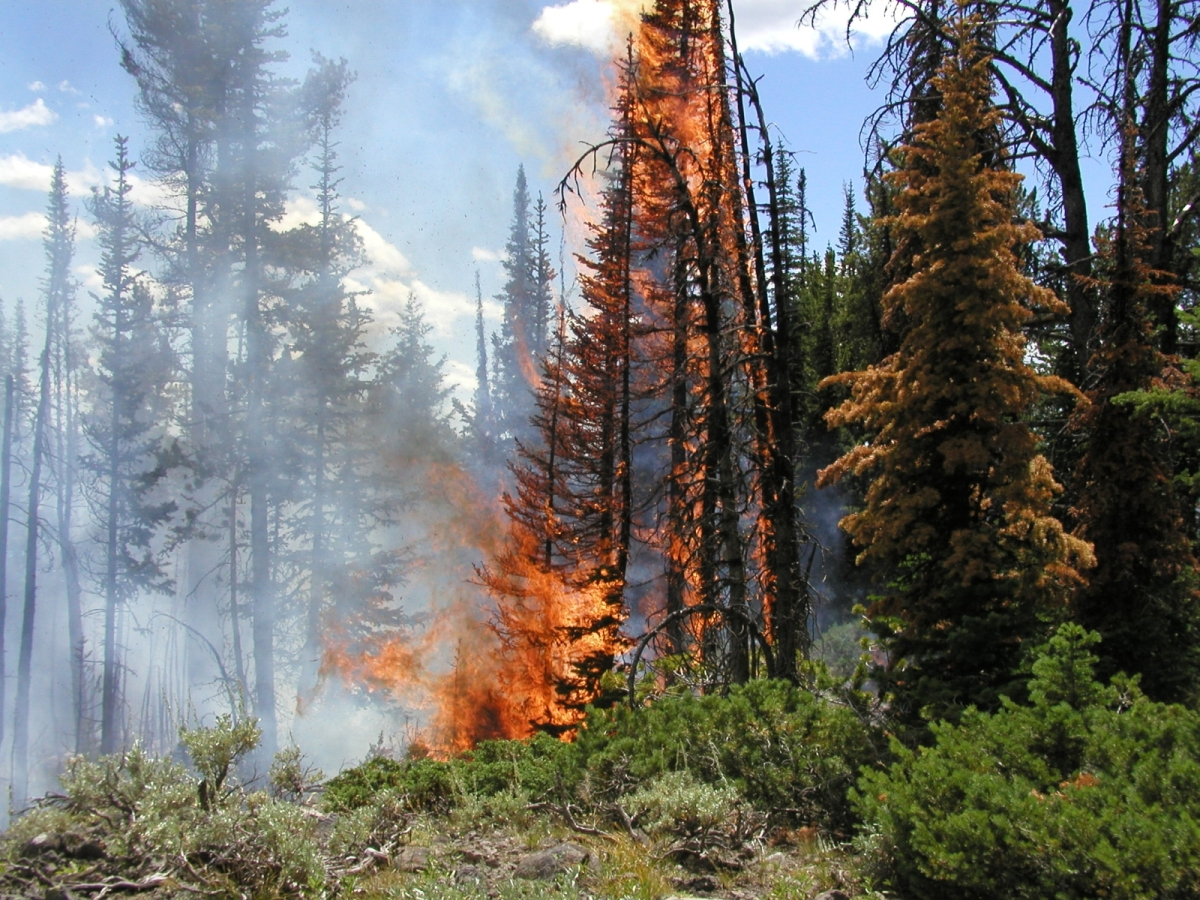
Incendie dans le parc national de Yellowstone aux États-Unis (1988).

- 1980 (1er janvier) : incendie du club Opémiska de Chapais (Québec), au Canada lors d'une célébration du nouvel an qui a fait 48 morts (41 le soir du drame et 7 n'ayant pas survécu à leurs blessures) ainsi qu'une cinquantaine de blessés[27].
- 1982 (25 mai) : incendie criminel du centre médico-scolaire d'Aire-sur-l'Adour dans lequel 21 adolescents et quatre éducateurs sont morts[28],[29].
- 1983 (13 février) : incendie du Cinéma Statuto à Turin, (Italie) pendant la projection du film La Chèvre, causant la mort de 64 personnes, intoxiquées par l'inhalation des fumées toxiques.
- 1983 (16 février) : incendies du Mercredi des Cendres, dans le sud-est de l'Australie. En douze heures de temps, plus de 180 incendies nourris par des vents atteignant jusqu'à 110 km/h causent des dégâts considérables dans les États de Victoria et de l'Australie-Méridionale. C'est la combinaison de plusieurs années de graves sécheresses de 1979 à 1983 et des conditions météorologiques extrêmes qui ont engendré la pire catastrophe naturelle qu'ait connue l'Australie en un siècle.
- 1985 (11 mai) : désastre de Valley Parade, lors d'un match de football en Angleterre, les tribunes en bois du stade de Bradford s'embrasent, par suite d'un mégot de cigare jeté sous les sièges. 56 personnes meurent en direct, en moins de 5 minutes, le match Bradford-Lincoln étant diffusé à la télévision. Depuis, une loi régit la construction des stades et enceintes de sport.
- 1986 (31 mars) : incendie du château de Hampton Court en Angleterre, qui détruit une partie du bâtiment historique. La seule victime est la veuve du général Richard Gale, qui causa l'incendie par accident.
- 1986 (26 avril) : explosion et incendie d’un des quatre réacteurs de la centrale nucléaire de Tchernobyl (Ukraine) : 31 morts directs, mais de nombreuses victimes indirectes, des millions d’hectares contaminés et une pollution radioactive transfrontières, qui fit deux fois le tour du globe, sans précédent.
- 1986 (26 octobre) : incendie de la Plaza Alexis-Nihon à Montréal, l'un des plus importants incendie de la métropole québécoise au XXe siècle.
- 1987 (7 mai) : gigantesque incendie dans les montagnes du Heilongjiang (黑龙江) (Nord-Est de la Chine), parti de l'est du lac Baïkal, qui provoqua la mort d'environ 200 personnes et détruisit 1 000 000 ha.
- 1987 (18 novembre) : incendie de King's Cross, une station du métro de Londres, les composants en bois d'un des escaliers roulants s'embrasent, par suite d'un mégot de cigare jeté dessous. 31 personnes meurent en direct. Depuis, une interdiction de fumer est imposée dans tout le métro de Londres et les composants de métal remplacent le bois sur les escaliers roulants.
- 1988 (6 juillet) : explosion et incendie sur la plate-forme pétrolière Piper Alpha dans la mer du Nord au large de l'Écosse : 167 morts, dont deux marins d'un bateau de sauvetage.
- 1988 (25 août) : important incendie dans le centre de Lisbonne (Portugal). Le feu s'est déclaré pendant la nuit dans un grand magasin nommé Chiado et n'a pas fait de victimes mais a détruit un pâté de maisons du quartier historique du même nom.
- 1988 : incendie du parc national de Yellowstone aux États-Unis, provoqué par la foudre : de grandes zones du parc (3 000 km2, soit environ un tiers de la superficie du parc[30]) sont brûlées, provoquant une vive polémique, car on accusa les pouvoirs publics ne pas avoir eu la volonté d'éteindre complètement les foyers, qui restèrent en activité jusqu'aux pluies automnales.

### Années 1990
- 1990 (21 août) : incendie dans la partie occidentale du massif des Maures, dans le Var (France), qui détruit plus de 8 500 ha de forêt
- 1991 (20 octobre) : incendie de Oakland, en Californie. 25 morts 150 blessés, 3 000 maisons détruites. Le feu était si intense qu'il a créé son propre système de vent ce qui est un phénomène rare qui s'est produit en milieu urbain durant les bombardements de Tokyo et de Dresde.
- 1992 (20 novembre) : incendie du château de Windsor en Angleterre ; il n'y a pas eu de morts, mais de lourds dégâts dans une partie des salles du château. Comme conséquence, le palais de Buckingham a été ouvert au public les mois d'été pour payer pour la restauration de l'édifice.
- 1993 (10 mai) : incendie dans une fabrique de jouets Kader, à Sam Phran, dans la banlieue de Bangkok, en Thaïlande, 188 morts[31],[32].
- 1993 (18 août) : incendie du Kapellbrücke à Lucerne (Suisse), le plus ancien et le plus long pont couvert en bois d'Europe, datant du XIVe siècle. Le sinistre, vraisemblablement provoqué par une cigarette, détruisit une bonne partie de l'ouvrage, dont 78 des 111 peintures du XVIIe siècle. Le pont fut reconstruit à l'identique en quelques mois et inauguré le 14 avril 1994.
- 1994 (5 février) : incendie du palais du Parlement de Bretagne à Rennes, conséquence d'un incident lié aux violentes manifestations de marins-pêcheurs.
- 1994 (27 novembre) : incendie dans une discothèque de Fuxin (Chine) : 234 morts.
- 1994 (8 décembre) : incendie dans un cinéma de Karamay (Chine) : 325 morts.
- 1995 (28 octobre) : incendie dans un tunnel ferroviaire à Bakou (Azerbaïdjan) : 300 morts.
- 1995 (6 novembre) : incendie du palais de la reine, « rovan'i Manjakamiadana » à Antananarivo (Madagascar) : pas de morts mais le palais a été totalement détruit.
- 1995 (23 décembre) : incendie dans une école du DAVCMC (en) à Mandi Dabwali, dans le district Haryana en Inde : 540 morts.
- 1996 (29 janvier) : incendie à Venise de La Fenice, l'historique salle de théâtre et de ballet de la cité des doges.
- 1996 (5 mai) : incendie spectaculaire du siège central du Crédit lyonnais à Paris. L'expertise a conclu à deux départs de feu volontaires[33].
- 1997 (septembre à novembre) : grands incendies pendant 2 mois en Indonésie, rejetant suffisamment de fumée dans l'atmosphère pour recouvrir toutes les régions d'un brouillard qui a atteint le sud de la Thaïlande et les Philippines au nord, la Malaisie et Singapour étant particulièrement touchés. Une superficie équivalente à celle du Costa Rica[34] a été entièrement rasée.
- 1998 un incendie détruit une forêt en Espagne, à Solsona, avec une température inhabituelle, si élevée, que 8 ans après, aucune végétation n'avait encore recolonisé le sol ainsi stérilisé.
- 1999 (24 mars) : incendie du tunnel du Mont-Blanc, qui dura 53 heures et provoqua la mort de 39 personnes et la destruction de 24 poids lourds, 9 véhicules légers et 1 moto.

### Années 2000

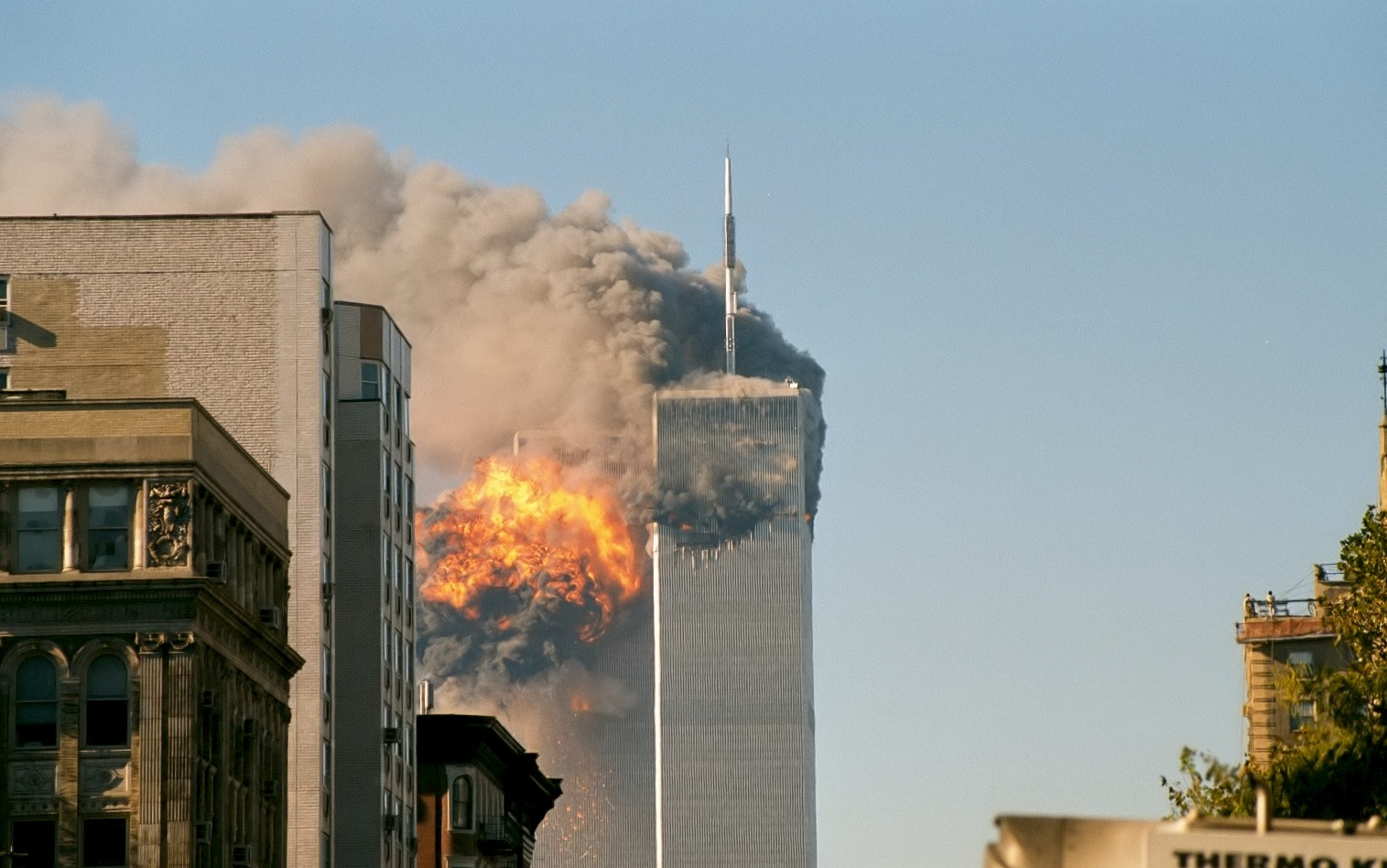
11 septembre 2001 :
L'incendie du World Trade Center lors des attentats du 11 septembre 2001

- 2000 (17 mars) : incendie d'une église à Kanungu (Ouganda) : 530 morts.
- 2000 (9 mai) : Incendie criminel du temple Jakkō-in, l'un des plus célèbres temples de Kyoto, la capitale historique du Japon, qui apparaît dans le Heike monogatari, chronique poétique qui raconte la lutte entre les clans Minamoto et Taira au XIIe siècle pour le contrôle du Japon. Le temple Jakkō-in, fondé pendant la période d'Asuka (飛鳥時代, Asuka-jidai?), en 594, par le prince Shōtoku (Shōtoku Taishi), en mémoire de son défunt père, l'empereur Yōmei, est fortement endommagé lors de cet incendie, qui a notamment détruit la statue en bois représentant le saint religieux bouddhiste jizō bosatsu (地蔵菩薩), de 2,6 mètres de haut, sculptée en 1229, considérée comme un trésor national.
- 2000 (13 mai) : incendie et explosion d'une usine de feux d’artifice, près du centre ville d’Enschede (Pays-Bas), faisant 22 morts et près de 1 000 blessés.
- 2000 (11 novembre) : grave incendie d'un funiculaire à Kaprun, en Autriche. L'accident, qui a eu lieu dans un tunnel, provoque la mort de 155 skieurs.
- 2000 (25 décembre) : grand incendie dans un quartier ancien de Luoyang dans la province du Henan, en Chine centrale, qui a pris le soir de Noël dans un centre commercial et causé la mort de 309 personnes.

## XXIesiècle

### Années 2000

#### 2001
- 2001 (11 septembre), à la suite de l'explosion et de l'effondrement du World Trade Center de New York, lors des attentats du 11 septembre 2001, les pompiers durent combattre d'importants incendies dans les décombres ainsi que dans certains immeubles voisins qui durèrent plusieurs jours.
- 2001 (24 octobre) : un incendie dans le tunnel routier du Saint-Gothard fait 11 morts et 10 blessés.
- 2001 (24 décembre) - 2002 (7 janvier) : incendies dans la région de Sydney (Australie), en grande partie d'origine criminelle, détruisant plus de 570 000 ha, ne faisant heureusement aucune victime.
- 2001 (29 décembre) : Un grand incendie à Lima (Pérou) provoque la mort de 291 personnes.

#### 2002
- 2002 : incendie de la réserve des collections muséales de Montréal.

#### 2003
- 2003 (nuit du 2 janvier au 3 janvier) : incendie du château de Lunéville, qui détruit les deux tiers des appartements princiers et provoque l'effondrement de la toiture de l'aile sud-est.
- 2003 (20 février) : incendie du club The Station à Rhode Island, fait 100 morts et plus de 200 blessés.
- 2003 : incendie de Sertã, dans le centre du Portugal, qui a détruit 15 853 hectares de forêt.
- 2003 (juillet à septembre) : Série d'incendies dans le massif des Maures, dans le Var (France), qui détruit plus de 10 000 ha de forêt et provoquent la mort de 7 personnes dont 3 sapeurs-pompiers.
- 2003 (24 novembre) : Un incendie ravage un bâtiment d’une résidence universitaire de l’université de l’amitié entre les peuples - Patrice Lumumba à Moscou, provoquant la mort de 44 étudiants, pour la plupart africains et asiatiques.

#### 2004
- 2004 (27 mai) : incendie d'une prison à San Pedro Sula (Honduras) : 104 morts.
- 2004 (30 juillet) : Explosion de gaz de Ghislenghien (Ath, Belgique) : 24 morts (principalement des travailleurs et des pompiers), 132 mutilés et grands brûlés.
- 2004 (1er août) : incendie du supermarché das Ycuá Bolaños, d'Asuncion, au Paraguay, fait 394 morts et 500 blessés.
- 2004 (30 décembre) : incendie du night-club República Cromagnon à Buenos Aires, Argentine, tuant 194 personnes et en blessant 714 autres.

#### 2005
- 2005 (nuit du 14 au 15 avril) : incendie de l'hôtel Paris-Opéra à Paris, le plus important incendie à Paris depuis la Libération. Cet incendie fait 24 morts.
- 2005 (22 août-23 août) : incendie dans les communes de Tarerach, Rodès, Montalba-le-Château et Vinça ; 2 000 hectares brûlés.
- 2005 (21 septembre) : incendie de l'ancien Parquet du Procureur du Roi de Bruxelles.
- 2005 (11 décembre) : incendie de Buncefield : explosions suivies d'un incendie d'un dépôt de pétrole dans la banlieue de Londres en Angleterre.

#### 2006

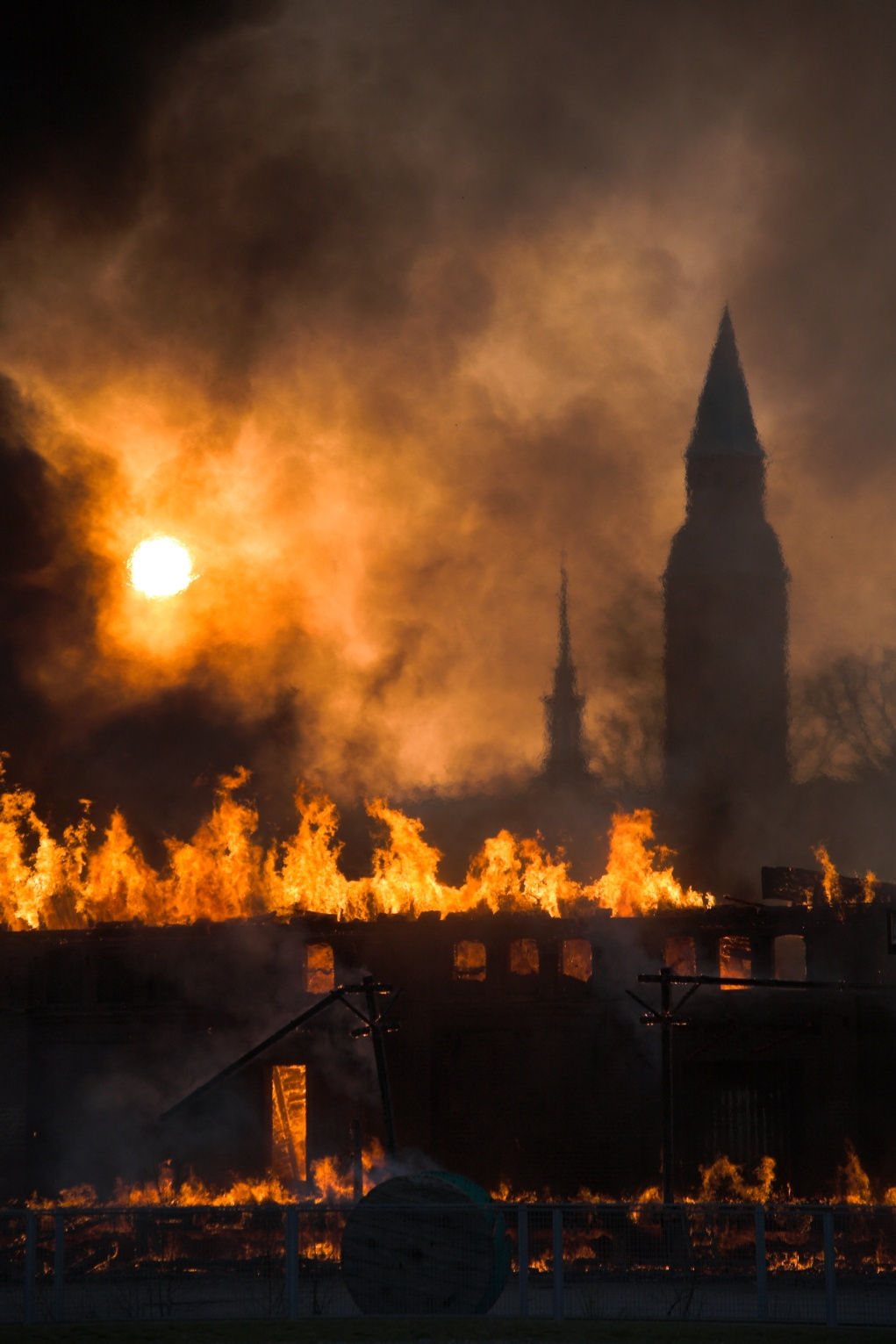
5 mai 2006 : incendie des entrepôts VR à Helsinki, (Finlande)

- 2006 (5 mai) : incendie des entrepôts de VR à Helsinki, en Finlande.
- 2006 (4-16 août) : vague d'incendies en Espagne : plus de 150 incendies dévastent la Galice durant douze jours. Les autorités de la région privilégient la piste criminelle (de fort soupçons pèsent sur les réseaux islamistes espagnols, actifs depuis les attentats de Madrid du 11 mars 2004, à un moment où les fêtes de Santiago vont être célébrées) et demandent l'aide de l'Union européenne. Les superficies détruites par le feu sont estimées à 92 000 ha.
- 2006 (9 décembre) : incendie de l'hôpital no 17, un établissement spécialisé dans l'accueil de toxicomanes, au sud-ouest de Moscou. Le sinistre, d'origine probablement criminelle, a provoqué la mort de 45 patientes et membres du personnel, pris au piège par des grilles métalliques bloquant les issues de secours.

#### 2007
- 2007 (28 mars) : un grand incendie détruit plus de cinquante magasins dans l'un des plus grands marchés de Beni Ensar (Maroc).
- 2007 (9 août) : un immense incendie détruit en grande partie le complexe cinématographique Cinecittà à Rome, là où ont été et sont encore tournés de célèbres films et séries culte.
- 2007 (23 août-3 septembre) : des incendies sans précédent, dont certains d'origine criminelle, ravagent une grande partie de la Grèce et du Péloponnèse faisant 65 morts et détruisant 280 000 hectares de forêt. Le site historique d'Olympie a pu être sauvé des flammes de justesse.
- 2007 (20 octobre-9 novembre) : incendies de Californie d'octobre 2007 : Des dizaines de feux de forêts provoquent des incendies sans précédent en Californie. On dénombre 6 morts, des dizaines de blessés et des milliers de maisons détruites.

#### 2008

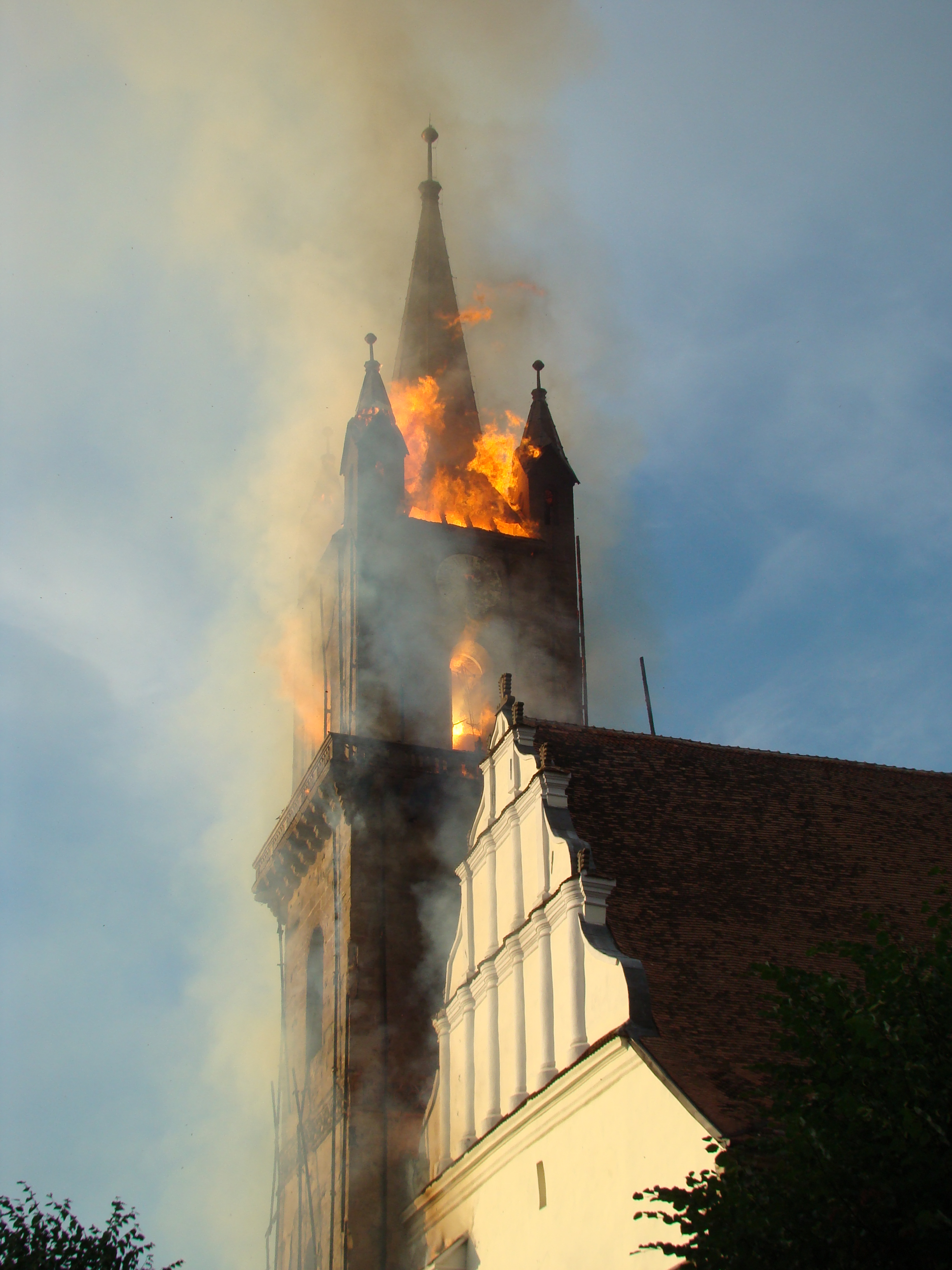
11 juin 2008 : incendie de la tour de l'église évangélique de Bistriţa (Roumanie)

- 2008 (10 février) : un incendie criminel réduit en cendres une grande partie du Namdaemun (« Grande porte du sud »), à Séoul en Corée du Sud. Construite en 1398, elle était la porte d'entrée principale de Séoul au Moyen Âge, lors-qu’alors capitale de la Corée, la ville était entourée de grandes murailles.
- 2008 (début avril 2008) : début d'un gigantesque incendie, comptant près de 300 foyers disséminés dans la région du delta du Rio Paraná au nord de Buenos Aires, en Argentine, toujours pas maîtrisé au bout d'un mois. Affectant plus de 70 000 ha, il dégage une épaisse fumée qui rend irrespirable l'atmosphère de la capitale argentine, enveloppée dans une nappe de brouillard toxique.
- 2008 (26 avril) : un incendie dans une usine de fabrication de matelas à Casablanca, au Maroc, fait 55 morts et 12 blessés[35].
- 2008 (11 juin) : un incendie détruit une partie de la tour de l'église évangélique de Bistriţa (Roumanie), la plus ancienne de Transylvanie.
- 2008 (21 septembre) : un incendie dans la discothèque « Dance King » de Shenzhen en Chine fait 44 morts et 88 blessés[36].
- 2008 (1er octobre) : un incendie dans un magasin vidéo d'Osaka, au Japon, fait 15 morts et 10 blessés[37].

#### 2009
- 2009 (1er janvier) : un incendie dans la discothèque « Santika Club » de Bangkok provoqué par des feux d'artifice fait 59 morts et 184 blessés[38].
- 2009 (7 février) : début des gigantesques feux de brousse de l'État de Victoria, l'incendie le plus meurtrier de l'histoire de l'Australie, favorisé par une sécheresse et une canicule exceptionnelles[39] provoquant[40], la mort d'au moins 231 personnes et d'importants dégâts matériels dans une zone de plus de 4 000 km2, détruisant au moins 750 habitations, et plusieurs villages, principalement dans la ville de Kinglake et ses environs.

### Années 2010

#### 2010
- 2010 (29 juillet) : début d'incendies qui ravagent les forêts de l'ouest et du centre de la Russie, Moscou est recouvert d'un épais nuage de fumée.
- 2010 (15 novembre) : Incendie de Shanghai (en), détruisant un immeuble d'habitation de 28 étages abritant plus de 400 personnes, construit en 1997, au No. 1, Lane 728, Jiaozhou Road, dans le district de Jing'an, 58 morts et plus de 70 blessés.
- 2010 (2 décembre) : incendie (feu de forêt) au mont Carmel (Israël), 41 morts.

#### 2012

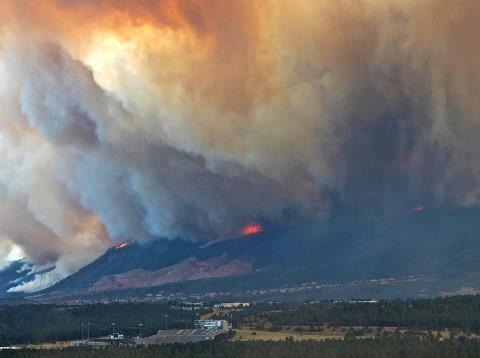
26 juin 2012 : incendie du Waldo Canyon au Colorado.

- 2012 (23 juin - 10 juillet) : incendie du Waldo Canyon (en), incendies de forêt au Colorado.
- 2012 (26 juillet) : Incendie dans le Nord de l'Espagne, dans l'Empordà, plus de 13 500 hectares sont ravagés par les flammes.
- 2012 (11 septembre) : un incendie dans une fabrique de vêtements des Ali Enterprises à Karachi au Pakistan, fait 289 morts et 249 blessés.
- 2012 (24 novembre) : incendie dans une fabrique des Tazreen Fshion, de Ashulia, Dacca, au Bangladesh, fait 117 morts et 200 blessés.

#### 2013
- 2013 (27 janvier) : incendie du Kiss de Santa Maria, au Brésil, faisant plus de 235 morts entre 18 et 30 ans.
- 2013 (3 juin) : incendie dans usine de volaille des Jilin Baoyuanfeng, de Dehui, Jilin au Chine, fait 121 morts et 77 blessés.
- 2013 (6 juillet) : le déraillement d'un train de 70 citernes de pétrole à Lac-Mégantic provoque une explosion et un incendie de quatre jours qui détruisent 2 km2 du centre de cette petite ville.
- 2013 (9 juillet) : incendie de l'hôtel Lambert à Paris.

#### 2014
- 2014 (19 janvier) : un violent incendie a ravagé partiellement un village de Norvège, Laerdalsøyri, dont le centre est classé patrimoine mondial. Une vingtaine de bâtiments sont partis en fumée.
- 2014 (12 avril) : incendie de Valparaíso : un gigantesque incendie, parti des environs de la ville, détruit partiellement la ville portuaire de Valparaiso au Chili.

#### 2015

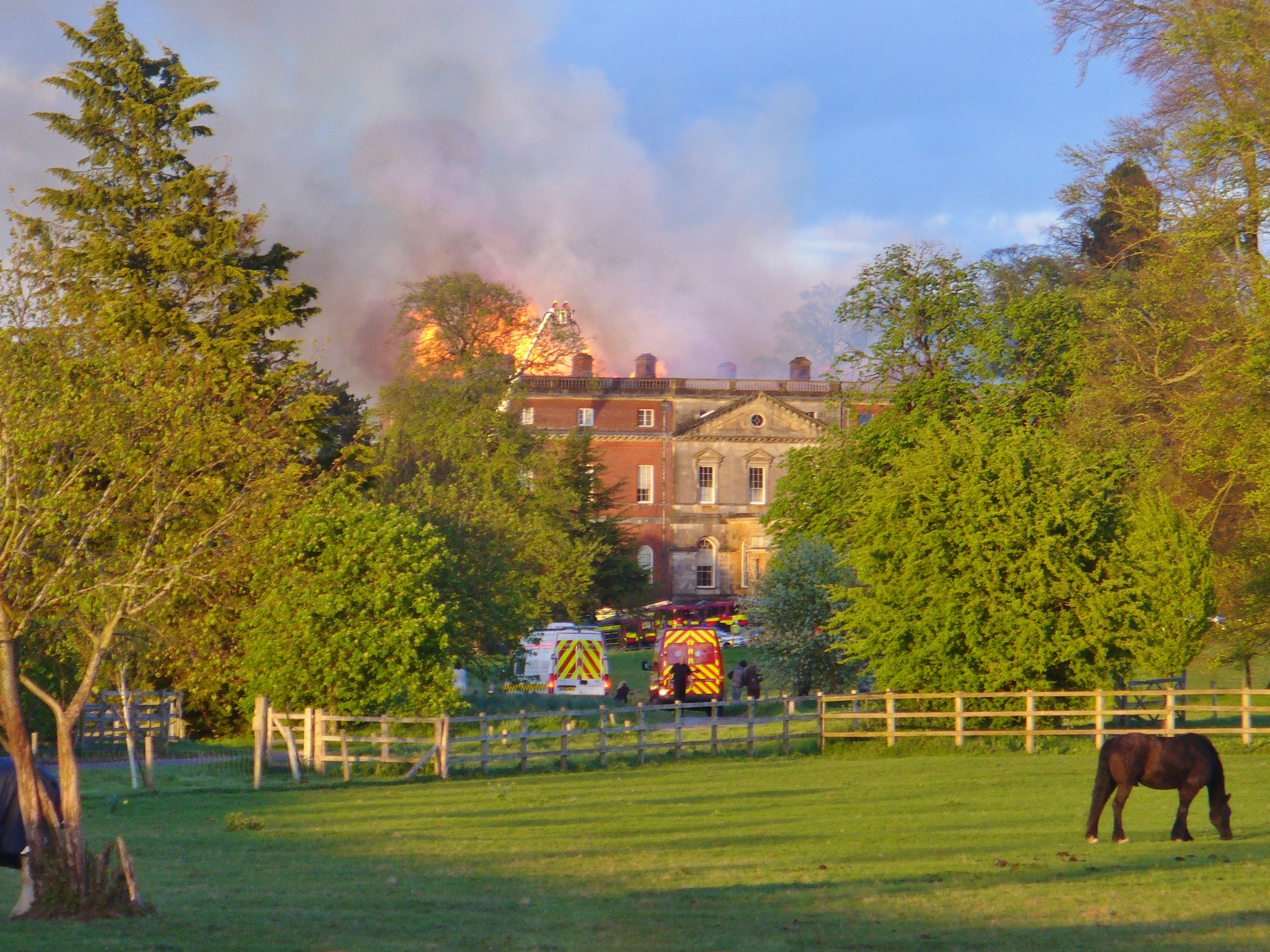
29 avril 2015 : Incendie de Clandon Park.

- 2015 (29 avril) : incendie de Clandon Park, un château historique en Angleterre classé Grade I ; il n'y a pas eu de morts mais beaucoup de trésors et œuvres furent détruits ou perdus.
- 2015 (15 juin) : incendie de la basilique Saint-Donatien-et-Saint-Rogatien à Nantes.
- 2015 (2 septembre): incendie de la rue Myrha à Paris, plus gros incendie de la capitale depuis l'incendie de l'hôtel Paris-Opéra. Le bilan est de 8 morts dont 2 enfants.
- 2015 (14 septembre) : immense incendie (le Valley Fire) ravageant une grande partie de la Californie, aux États-Unis.
- 2015 (30 octobre) : l'incendie de la discothèque Colectiv à Bucarest, en Roumanie. L'incendie a fait 65 morts et en a blessé environ 150 autres.

#### 2016
- 2016 (3 mai) : incendie de Fort McMurray : évacuation de 100 000 habitants de la zone de service urbain de Fort McMurray au Canada, menacés par d'importants feux de forêt.
- 2016 (15 juillet) : incendie de Ensuès-la-Redonne et La Couronne (Bouches-du-Rhône) : 300 personnes évacuées de la commune tandis que le feu ravage 400 hectares de pinède. Peu avant le coucher du soleil, le feu de La Couronne démarre et brûle avec lui 70 hectares jusqu'au lendemain matin.
- 2016 (6 août) : incendie dans un bar de Rouen, le « Cuba libre » : 14 morts et 6 blessés dont la majorité sont des jeunes âgés de 18 à 25 ans.
- 2016 (8 août) : incendie sur l'île de Madère au Portugal: 3 morts et 2 blessés graves. 3 000 hectares de forêt et d'habitations sont touchés par les flammes près de Funchal.
- 2016 (10 août) : Plusieurs départs de feux dans la même journée ayant touché les villes de Martigues (2 hectares), La Fossettes à Fos-sur-Mer (800 hectares), Istres (20 hectares). Le plus important est le feu de Rognac-Vitrolles-Les Pennes-Mirabeau qui parcourt à lui seul quelque 2 500 hectares jusqu'au matin du 11 août aux portes de Marseille. Au total, les feux ravagent quelque 3 322 hectares en moins de 24 h.
- 2016 (11 août) : incendie dans les Pyrénées-Orientales, à Montalba-le-Château, 1 200 hectares sont partis en fumée au bord de la RN116.
- 2016 (novembre) : incendie dans plusieurs villes d'Israël, en particulier Haïfa et Jérusalem, ainsi que d'autres villes, 30 000 hectares de réserves naturelles sont brûlés, 1800 logements sont détruits par le feu, dont 527 complètement détruits à Haïfa, 70 000 personnes sont sinistrées. Treize pays sont venus en aide dont les États-Unis, la France, l'Italie, la Grèce, Chypre, la Russie. Les incendies sont essentiellement d'origine criminelle. Un responsable du Hamas a déclaré que les incendies étaient une punition pour un projet de loi discuté à la Knesset visant à limiter le volume des appels à la prière des mosquées en Israël.[réf. nécessaire]

#### 2017

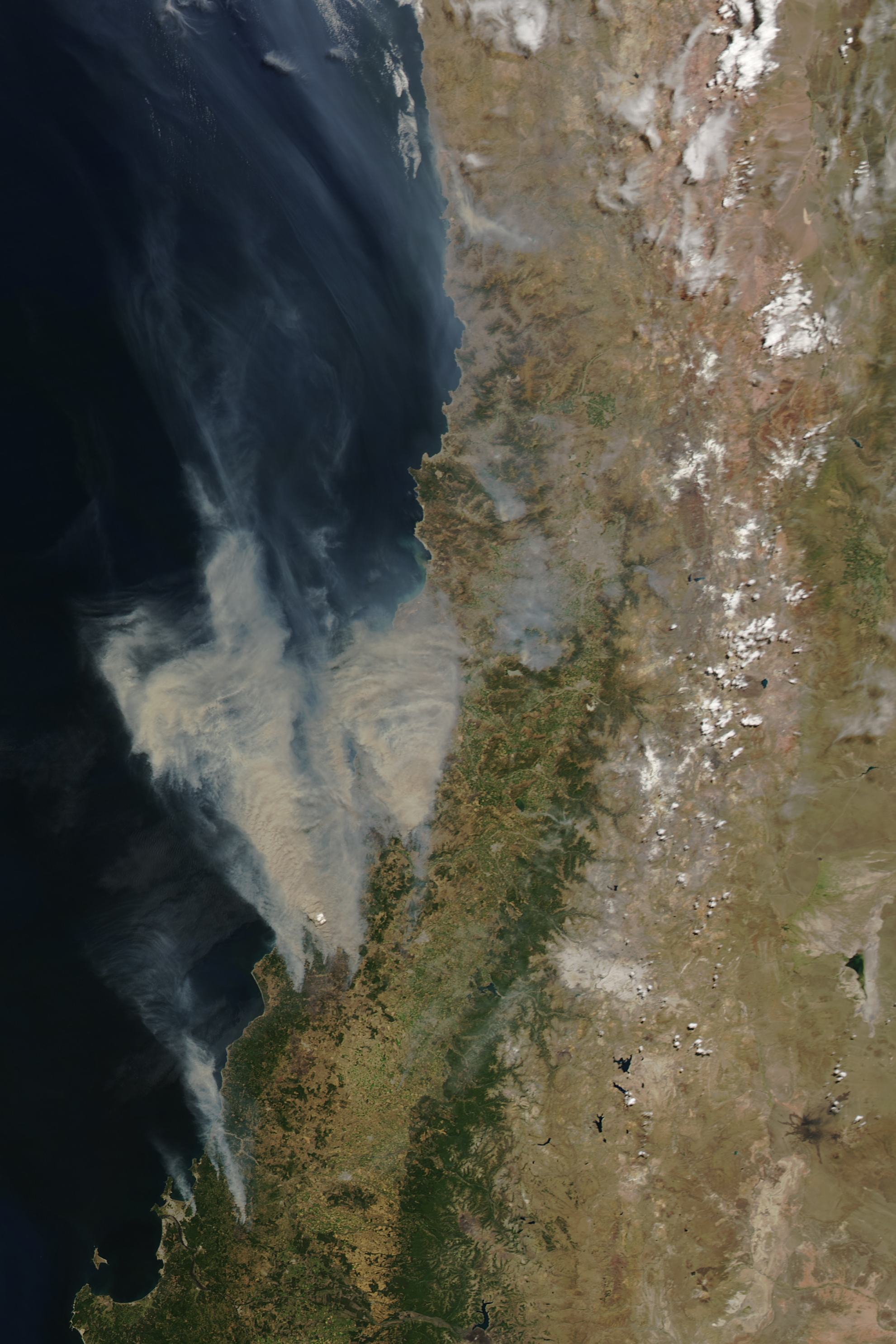
Image satellite des fumées généré par les feux de forêts au Chili en 2017

- Image satellite des fumées généré par les feux de forêts au Chili en 2017 2017 (mi-janvier à février): Feu de forêts affectant plusieurs régions du Chili du centre et du sud du Chili[41].Plusieurs localités rurales ont été touché, la ville de Santa Olga a été rasé.
- 2017 (nuit du 13 juin au 14 juin) : incendie de la tour Grenfell à Londres, 72 morts[42],[43], 74 personnes hospitalisées[44],[45],[46],[47],[48],[49].
- 2017 (du 17 juin au 22 juin) : incendie de forêt à Pedrógão Grande (région de Leiria) au Portugal : bilan provisoire de 64 morts et 254 blessés (dont 13 pompiers et un gendarme). Le feu aurait été provoqué par un coup de foudre sur un arbre lors d'un orage sec. 25 969 hectares de terres sont ravagés par les flammes entre Pedrógao Grande, Castanheira da Pera et Figueiró dos Vinhos. À cette date, c'est l'incendie le plus important en superficie brûlée et en nombre de victimes. À l'échelle du continent européen, le 3e incendie le plus meurtrier.
- 2017 (17 juillet) : incendie de forêt violent à Castagniers dans les Alpes-Maritimes en Provence-Alpes-Côte d'Azur en France. 450 pompiers, 8 Canadairs et 3 hélicoptères sont nécessaires pour maîtriser le sinistre qui détruira 120 hectares en quelques heures. La sècheresse de l'année 2017 sur la Côte d'Azur, ainsi que le fort vent de la seconde moitié de juillet sont responsables de sa violence. L'incendie a démarré près du crématorium de Nice, en raison d'un barbecue mal éteint[50].
- 2017 (24 juillet) : Feu de Forêt violent à Carros, dans les Alpes-Maritimes, en France. Cet incendie se déclare seulement une semaine jour pour jour après celui de Castagniers, se trouvant à seulement quelques kilomètres (en face du fleuve Var). Le quartier des Plans de Carros est évacué, ainsi qu'une partie de la Zone Industrielle. Cet incendie se dirigeant rapidement vers celle-ci provoque de vives inquiétudes des responsables locaux, craignant une explosion spectaculaire si les flammes atteignent une réserve de gaz naturel implantée aux abords de la Zone Industrielle. Plusieurs habitations sont touchés par les flammes, et l'école ODV Guillonnet (où était présent plusieurs dizaines d'enfants du centre de loisir) doit être évacué en urgence. En fin d'après-midi, le vent tombe et les flammes ne se dirigent plus vers la Zone Industrielle mais désormais vers le Village de Carros, situé à quelques centaines de mètres. Cet incendie sera classé parmi les plus violent des Alpes-Maritimes depuis 2003[51].
- 2017 (25 juillet) : incendie en Haute-Corse, 1 500 ha brûlés, 200 pompiers et 60 véhicules mobilisés.
- 2017 (nuit du 25 juillet au 26 juillet) : incendie à Bormes-les-Mimosas dans le Var en Provence-Alpes-Côte d'Azur en France. Lors de cet incendie, 1 600 ha ont brûlé. Plus de 12 000 personnes évacuées, pas de blessé. 560 pompiers mobilisés. Le même jour, incendie à La Croix-Valmer dans le Var en Provence-Alpes-Côte-d'Azur en France : plus de 500 ha brûlés, 200 pompiers mobilisés. Aucun blessé, 3 maisons brûlées.
- 2017 (25 juillet) : incendie a Artigues dans le var qui a ravagé plus de 1200 Ha en quelques heures.
- 2017 (16 octobre) : incendies de forêts meurtriers dans le nord et le centre du Portugal et en Galice en Espagne.

#### 2018

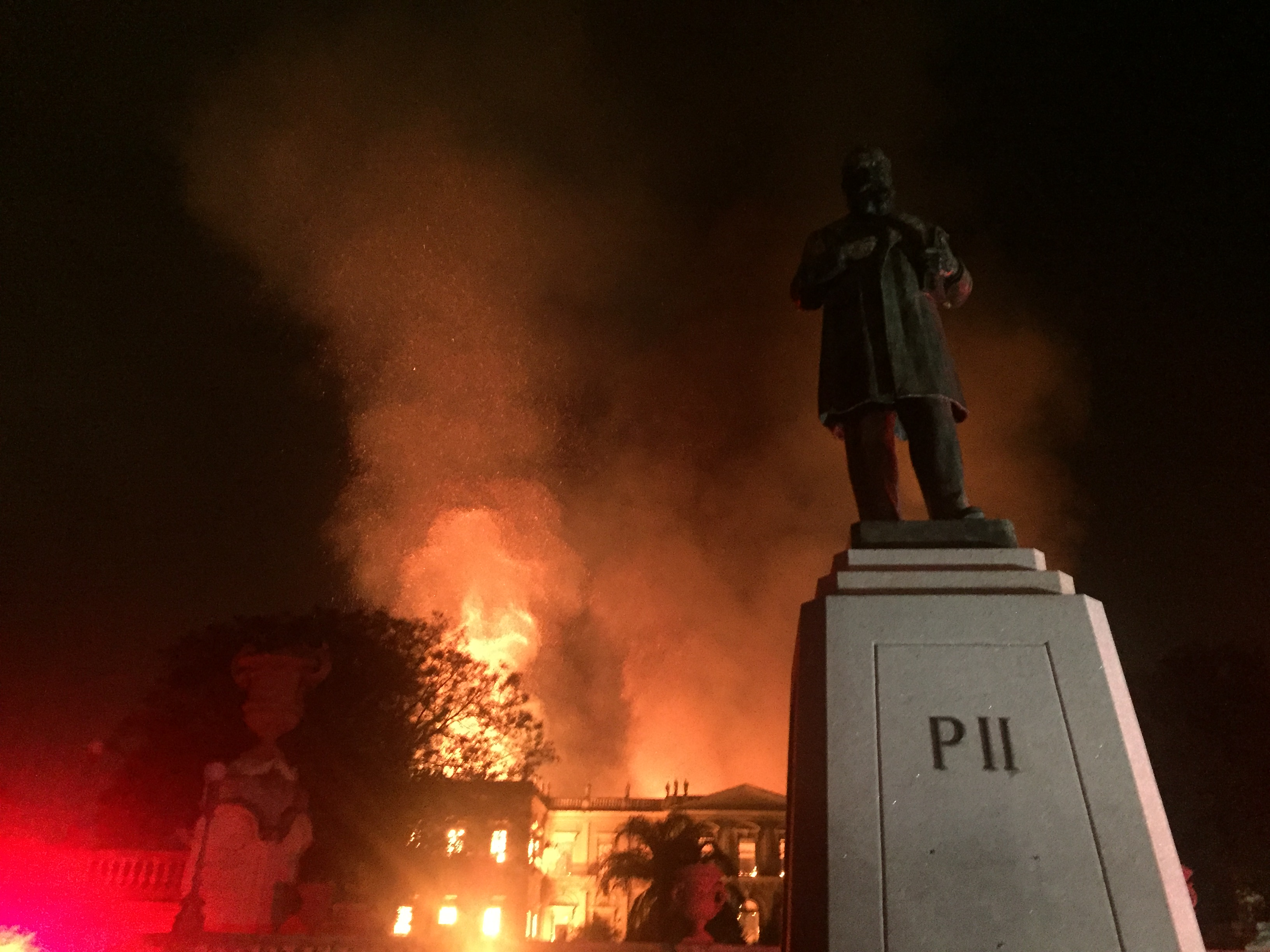
3 septembre 2018 : l'incendie du musée national du Brésil à Rio de Janeiro.

- 2018 (25 mars) : incendie du centre commercial Winter Cherry de Kemerovo en Russie provoquant la mort d'au moins 64 personnes.
- 2018 (1er mai) : l'immeuble Wilton Paes de Almeida à São Paulo au Brésil est détruit par un incendie ; 7 morts, 2 personnes disparues.
- 2018 (été) : feux de forêts en Suède à la suite d'une sécheresse entamée en mai 2018 et peut être aggravé par les méthodes de sylviculture intensive[52] (il a suscité le plus grand déploiement du Mécanisme européen de protection civile (depuis sa création en 2001)[53] avec sur 3 semaines : 7 avions, 6 hélicoptères, 67 véhicules et plus de 360 pompiers et personnels d'appui envoyés en Suède par d'autres pays européens en renfort pour lutter contre « des incendies forestiers sans précédent (...) 815 heures de vols et 8 822 largages d’eau »)[54]).
- 2018 (23 juillet) : de violents incendies ravagent la station balnéaire grecque de Máti, sur la côte orientale de l'Attique, à une trentaine de kilomètres d'Athènes, provoquant la mort de 91 personnes et faisant 180 blessés, ce qui en fait l'incendie de forêt le plus meurtrier d'Europe depuis 1949[55].
- 2018 (nuit du 2 au 3 septembre) : incendie du musée national du Brésil à Rio de Janeiro ; il n'y a pas eu de morts mais beaucoup de trésors et œuvres furent détruits ou perdus.
- 2018 (novembre) : En Californie, le « Camp Fire » a été le feu de forêt le plus meurtrier de l’histoire récente des États-Unis (au moins 88 morts)[56].

#### 2019

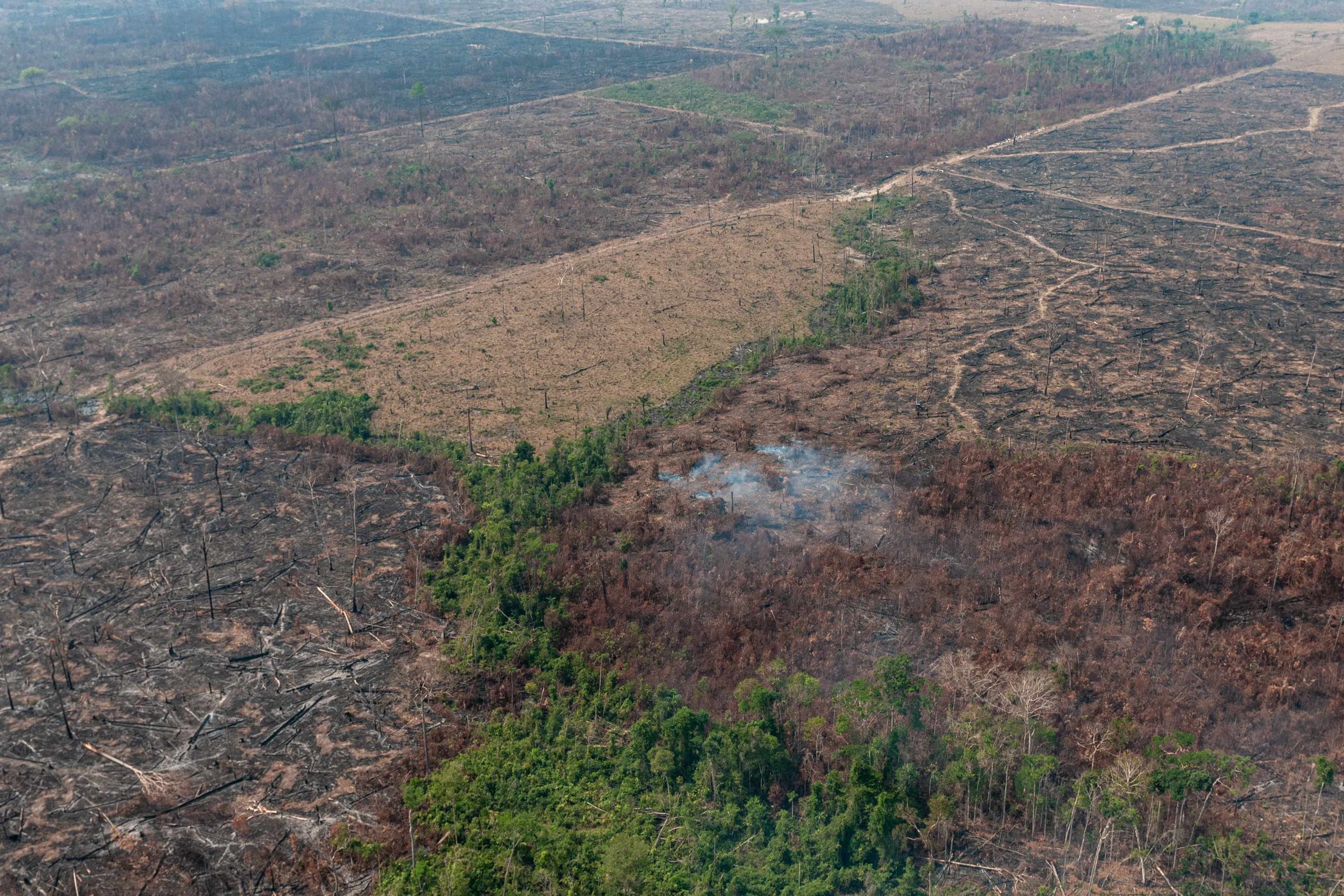
2019 : feux de forêt au Brésil.

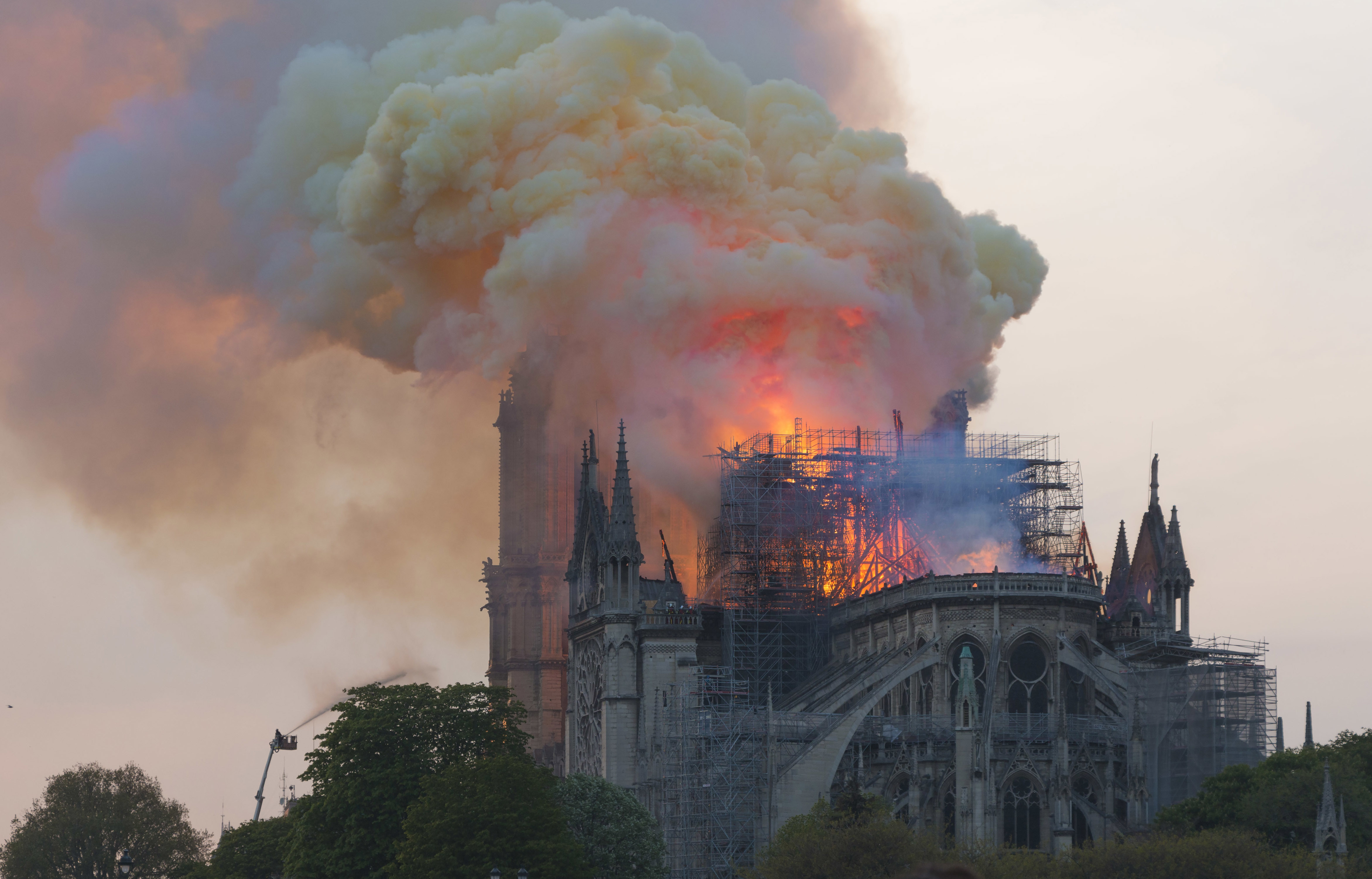
15 avril 2019 : Incendie de Notre-Dame de Paris

- 2019 (nuit du 4 au 5 février) : un violent incendie ravage un immeuble d'habitations situé au 17bis rue Erlanger à Paris 16e faisant 10 morts et 96 blessés dont 8 pompiers[57],[58].
- 2019 (15 avril) : Un violent incendie se déclenche dans la toiture de la cathédrale Notre-Dame de Paris, ravageant la toiture et la charpente, détruisant la flèche et endommageant la voûte.
- 2019 (janvier-octobre 2019) : De nombreux feux de forêt ravagent pendant plusieurs mois le Brésil, notamment la forêt amazonienne[59].
- 2019 (18 juillet) : un incendie criminel ravage un studio d'animation à Kyoto au Japon, faisant 36 morts.
- 2019 (nuit du 27 au 28 août) : un incendie criminel ravage un nightclub à Veracruz au Mexique, faisant 30 morts.
- 2019 (depuis août) : feux de brousse en Australie (2019-2020), de violents incendies frappent l'Est Australien, les fumées atteignent Sydney et sont observées jusqu'en Nouvelle-Calédonie soit à plus de 2 000 kilomètres. L'incendie brûle plus de 6 millions d'hectares et provoque la disparition estimée à 1.25 milliard d'animaux.
- 2019 (2 septembre) : le bateau de plongée MV Conception prend feu et coule près de l'île Santa Cruz en Californie aux États-Unis ; 34 morts.
- 2019 (26 septembre) : incendie de l'usine Lubrizol à Rouen. Plus de 5 000 tonnes de produits chimiques inflammables, stockés sur un site Seveso 2 s'embrasent et génèrent un nuage de fumée de plus de 20 kilomètres, qui sera perceptible jusque dans les Hauts-de-France.
- 2019 (2 novembre) : le Claremont, un hôtel historique à Eastbourne en Angleterre, est complètement détruit dans un incendie[60].

### Années 2020

#### 2020

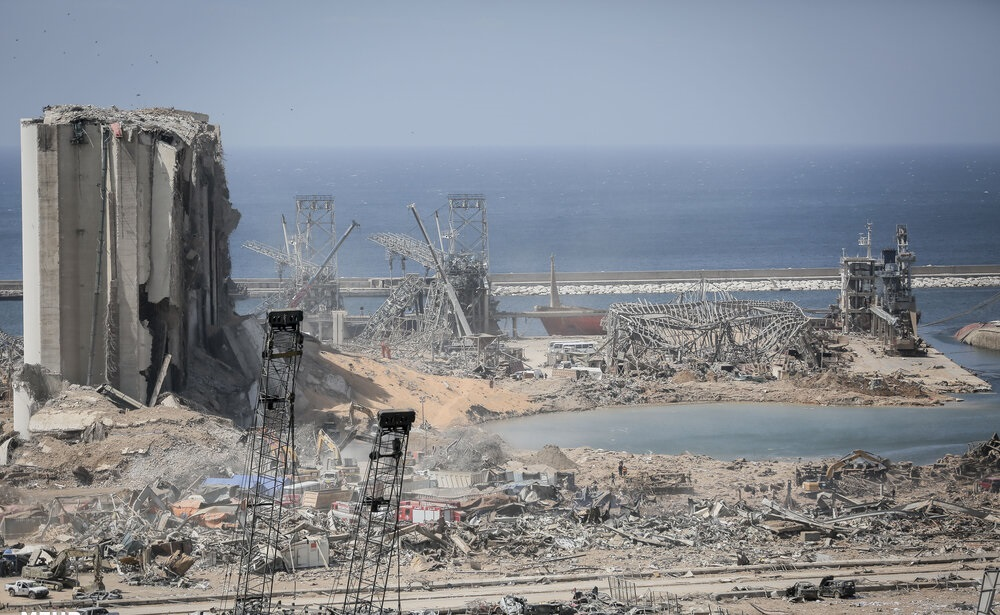
9 août 2020 : Beyrouth à la suite de la grande explosion et incendie au port.

- 2020 (18 juillet) : incendie se déclenche la cathédrale Saint-Pierre-et-Saint-Paul de Nantes, détruisant l'orgue et endommageant gravement le vitrail proche[61].
- 2020 (4 & 5 août) : plusieurs incendies se déclarent sur les villes de Port-de-Bouc, Rognac, Éguilles et un beaucoup plus important sur la commune de Martigues (Bouches-du-Rhône), ravageant près de 1500 hectares de pinède au total et détruisant deux campings, plusieurs maisons et entreprises[62],[63].
- 2020 (4 août) : deux violentes explosions et incendies à Beyrouth en Liban. Plus de 2 750 tonnes de produits chimiques inflammables, stockés sur un entrepôt dans le port de la ville s'embrasent et génèrent un énorme nuage en champignon de fumée, qui sera perceptible jusqu'à Chypre. Une grande partie de la ville est endommagée ou détruite, provoquant 220 morts et plus de 6 500 blessés.

#### 2021
- 2021 (8 novembre) : incendie survenu dans une salle de classe d'une école primaire de la ville de Maradi, dans le sud du Niger, vingt-six enfants y sont morts et plus de quatorze autres blessés.

#### 2022
- 2022 (juin/juillet) : De nombreux incendies ont lieu en Afrique du Nord et en Europe. Les principales zones sinistrées sont en France, Grèce, Maroc, Portugal et Espagne. En France, deux feux de forêt de grande ampleur se sont déclarés le 12 juillet à Landiras et à La-Teste-de-Buch en Gironde, plus de 20 000 hectares sont brûlés.

#### 2023
- 2023 (nuit du 12 au 13 septembre) : un violent incendie ravage un immeuble d'habitations à Hanoï au Viêt Nam, faisant 56 morts.
- 2023 (26 septembre) : des feux d'artifice causent accidentellement un incendie pendant une noce assyrienne à Bakhdida en Irak, détruisant la salle de mariage ; 107 morts et 82 blessées.

#### 2024
- 2024 (22 mars) : Crocus City Hall, une salle de concert à Moscou en Russie, est attaquée par des terroristes islamistes puis incendiée, causant beaucoup de dégâts, plus de 133 morts (dont de nombreux dus à la fusillade) et 152 blessés.
- 2024: (16 avril) : un incendie ravage la vieille Bourse de Copenhague au Danemark ; pas de victimes mais une grande partie du bâtiment historique fut détruite, y compris sa flèche. De nombreuses œuvres d'art purent, cependant, être sauvées.

#### 2025
- 2025 (7 janvier) : de violents incendies, attisés par des vents violents avec des rafales soufflant jusqu'à 160 km/h, ravagent la ville de Los Angeles, la deuxième ville des États-Unis, et sa région (Pasadena, Malibu, Altadena ou encore Pacific Palisades) depuis le mardi 7 janvier [64], [65]. D'après un premier bilan provisoire, l'incendie a fait à ce jour (12 janvier 2025) vingt-quatre morts [66] , provoqué l'évacuation de 180 000 personnes et détruit 10 000 bâtiments, dont de nombreux édifices patrimoniaux et culturels, emblématiques de la richesse architecturale et artistique de la ville.
- 2025 (21 janvier) : un incendie nocturne ayant dévasté l'hôtel Grand Kartal dans la station de ski de Kartalkaya, dans la province de Bolu, en Turquie entraîne la mort de soixante-dix-huit personnes[67].
- 2025 (16 mars) : l'incendie de la discothèque Pulse, dans la ville de Kocani en Macédoine du Nord, où se déroulait un concert de hip-hop, fait selon un premier bilan 51 morts et plus d'une centaine de blessés[68].
- 2025 (16 juillet) : un accident pyrotechnique a provoqué un incendie sur la scène principale de la 19e édition du festival Tomorrowland à Boom en Belgique. Aucune victime n'est à déplorer[69].
- 2025 (5 août - ? (en cours)): L'incendie de Ribaute : un incendie de 16 000 hectares (plus grand que Paris) ravage 15 communes et tue une personne. C'est le plus grand feu de France depuis 1949. Un civil est en urgence absolue ainsi qu'un pompier. Il y a 2010 pompiers sur place avec 500 véhicules au sol et 9 canadairs, 5 dash, 4 hélicoptères et 3 avions de reconnaissance. Les canadairs en étaient à 50% de leur capacité. Deux canadairs seront livrés entre 2028 et 2030 affirme Francois Bayrou, le premier ministre. Plusieurs témoins déclarent que les pompiers sont des héros. L'incendie s'est déclaré proximité de Ribaute dans l'Aude à plus de 10 km de Narbonne et de Perpignan.[réf. nécessaire]